# فسيولوجيا الغوص تحت الماء

فسيولوجيا الغوص عند الدلفين.

وظائف اعضاء (فسيولوجيا) الغوص تحت الماء تُعَدّ بمثابة التكيفات الفسيولوجية التي تطرأ على الفقاريات التي تتنفس الهواء والتي عادت إلى المحيط من سلالات برية. تشمل هذه المجموعة المتنوعة كلاً من ثعابين البحر، والسلاحف البحرية، والإغوانا البحرية، وتماسيح المياه المالحة، وطيور البطريق، والفقميات (زعنفيات الأقدام)، والحوتيات، وثعالب البحر، وخراف البحر، والأطوم. جميع الفقاريات الغواصة المعروفة تغوص من أجل الغذاء، ويتأثر مدى الغوص من حيث العمق والمدة باستراتيجيات التغذية، وكذلك في بعض الحالات بتجنب المفترسات. يرتبط سلوك الغوص ارتباطًا وثيقًا بالتكيفات الفسيولوجية الخاصة به، وغالبًا ما يؤدي هذا السلوك إلى دراسة الفسيولوجيا التي تجعله ممكنًا، لذلك يُدرسان معًا كلما أمكن. أكثر الفقاريات الغواصة تقوم بغوصات قصيرة وضحلة نسبيًا. تغوص ثعابين البحر والتماسيح والإغوانا البحرية فقط في المياه الساحلية ونادرًا ما تغوص أعمق من 10 أمتار (33 قدمًا). بعض هذه المجموعات يمكنها القيام بغوصات أعمق وأطول بكثير. يغوص بطريق الإمبراطور بانتظام إلى أعماق تتراوح بين 400 إلى 500 متر (1,300 إلى 1,600 قدم) لمدة تتراوح بين 4 و5 دقائق، وكثيرًا ما يغوص لمدة تتراوح بين 8 و12 دقيقة، وله قدرة تحمل قصوى تبلغ حوالي 22 دقيقة. تبقى فيلة البحر في البحر لمدة تتراوح بين 2 و8 أشهر وتغوص باستمرار، حيث تقضي 90% من وقتها تحت الماء بمتوسط 20 دقيقة لكل غوصة، وتقل مدة بقائها على السطح عن 3 دقائق بين الغوصات. تبلغ مدة غوصها القصوى حوالي ساعتين وتتغذى بشكل روتيني على أعماق تتراوح بين 300 و600 متر (980 و1,970 قدمًا)، على الرغم من أنها يمكن أن تتجاوز أعماق 1,600 متر (5,200 قدم). وُجد أن الحوت المنقاري يغوص بانتظام للبحث عن الطعام على أعماق تتراوح بين 835 و1,070 مترًا (2,740 و 3,510 أقدام)، ويبقى مغمور لحوالي 50 دقيقة. ويبلغ أقصى عمق مسجل له 1,888 مترًا (6,194 قدمًا)، وأقصى مدة هي 85 دقيقة.
يجب على الفقاريات البحرية التي تتنفس الهواء وتغوص من أجل الغذاء أن تتعامل مع تأثيرات الضغط في الأعماق، ونقص الأكسجين أثناء انقطاع النفس، والحاجة إلى العثور على طعامها واصطياده. ويمكن أن ترتبط تكيفات الغوص بهذه المتطلبات الثلاثة. يجب أن تتكيف الكائنات الحية مع الضغط من خلال التعامل مع الآثار الميكانيكية للضغط على التجويفات المملوءة بالغاز، والتغيرات في ذوبانية الغازات تحت الضغط، والآثار المباشرة المحتملة للضغط على الأيض، بينما تشمل تكيفات القدرة على حبس الأنفاس تعديلات على الأيض والتروية وتحمل ثاني أكسيد الكربون وسعة تخزين الأكسجين. وتختلف التكيفات الخاصة بإيجاد الطعام واصطياده تبعًا لنوع الطعام، ولكن الغوص العميق ينطوي عمومًا على العمل في بيئة مظلمة.
قد زادت الفقاريات الغواصة كمية الأكسجين المخزنة في أنسجتها الداخلية. يتكون مخزون الأكسجين هذا من ثلاثة عناصر: الأكسجين الموجود في الهواء داخل الرئتين، والأكسجين المخزن بواسطة الهيموغلوبين في الدم، وبواسطة الميوغلوبين في الأنسجة العضلية. وتتمتع عضلات ودم الفقاريات الغواصة بتركيزات أكبر من الهيموغلوبين والميوغلوبين مقارنة بالحيوانات البرية. ويصل تركيز الميوغلوبين في عضلات الحركة لدى الفقاريات الغواصة إلى ما يصل إلى 30 ضعفًا مما هو عليه في أقاربها البرية. وتزيد كمية الهيموغلوبين بوجود كمية أكبر نسبيًا من الدم ونسبة أكبر من خلايا الدم الحمراء في الدم مقارنة بالحيوانات البرية. وتوجد أعلى القيم في الثدييات التي تغوص بأعمق وأطول مدة.
حجم الجسم عامل مؤثر في القدرة على الغوص. ترتبط كتلة الجسم الأكبر بمعدل أيض أقل نسبيًا، بينما يتناسب تخزين الأكسجين طرديًا مع كتلة الجسم، لذلك يجب أن تكون الحيوانات الأكبر حجمًا قادرة على الغوص لفترة أطول، مع تساوي جميع العوامل الأخرى. وتؤثر كفاءة السباحة أيضًا على القدرة على الغوص، حيث تتطلب المقاومة المنخفضة والكفاءة العالية في الدفع طاقة أقل لنفس الغوصة. وغالبًا ما يستخدم أيضًا التنقل بالدفع والانزلاق لتقليل استهلاك الطاقة، وقد يشمل ذلك استخدام الطفو الإيجابي أو السلبي للمساعدة في جزء من الصعود أو الهبوط.
إن الاستجابات التي تُشاهد في الفقمات التي تغوص بحرية في البحر هي نفسها فسيولوجيًا التي تُشاهد أثناء الغوصات القسرية في المختبر. فهي ليست خاصة بالغمر في الماء، بل هي آليات وقائية ضد الاختناق مشتركة بين جميع الثدييات ولكنها أكثر فاعلية وتطورًا في الفقمات. وتعتمد درجة التعبير عن هذه الاستجابات بشكل كبير على توقع الفقمة لمدة الغوصة. ويمكن أن تحدث استجابة الغوص التي تتضمن تباطؤ معدل ضربات القلب وتضيق الأوعية في كل من الثدييات والبط الغواص بسبب غمر الوجه أو تبليل فتحتي الأنف والمزمار أو تحفيز الأعصاب ثلاثية التوائم والبلعومية اللسانية. ولا يمكن للحيوانات تحويل الدهون إلى جلوكوز، وفي العديد من الحيوانات الغواصة، لا تتوفر الكربوهيدرات بسهولة من النظام الغذائي، ولا تخزن بكميات كبيرة، ولأنها ضرورية لعملية الأيض اللاهوائي، فقد تكون عاملاً مقيدًا.
مرض تخفيف الضغط هو مرض مرتبط بامتصاص الغاز الخامل أيضيًا تحت الضغط، ثم إطلاقه لاحقًا في الأنسجة على شكل فقاعات. وكان يُعتقد أن الثدييات البحرية محصنة نسبيًا ضد مرض تخفيف الضغط بسبب التكيفات التشريحية والفسيولوجية والسلوكية التي تقلل من تحميل الأنسجة بالنيتروجين المذاب أثناء الغوص، ولكن الملاحظات تظهر أن فقاعات الغاز قد تتشكل، وقد تحدث إصابات في الأنسجة في ظل ظروف معينة. وتتنبأ نماذج تخفيف الضغط التي تستخدم قياسات الغوص المحسوبة بإمكانية ارتفاع ضغط النيتروجين في الدم والأنسجة.

## أداء الغوص
قد لوحظ وجود علاقات قياسات متناسقة قوية بين كتلة الجسم والحد الأقصى لأعماق الغوص ومدده في الثدييات البحرية والطيور والسلاحف البحرية. يمكن رؤية استثناءات في الحيتان البالينية، والفقمات، والطيور الغواصة القادرة على الطيران، التي لم تظهر أي ارتباط بين الحجم والحد الأقصى لعمق الغوص. وقد أظهرت طيور البطريق أعلى ارتباطات لقدرة الغوص بكتلة الجسم، تليها الحيتان المسننة والفقمات الحقيقية. وتُظهر الحيتان البالينية ارتباطًا بين الكتلة والحد الأقصى لمدة الغوص. وتُظهر المقارنات بين المجموعات أن فصيلة الأوك وطيور البطريق والفقمات الحقيقية هي غواصات استثنائية بالنسبة لكتلها، وأن الحيتان البالينية تغوص لأعماق أقل ولفترات أقصر مما هو متوقع من حجمها. ويمكن تفسير العديد من هذه التباينات بالتكيف مع المنافذ البيئية للتغذية التي تستغلها هذه الحيوانات.
| النوع                 | كتلة الجسم (كجم) | المخزون الكلي (مل/كجم) | % الرئتين | % الدم | % العضلات | العمق المعتاد (م) | العمق الأقصى (م) | المدة المعتادة (دقيقة) | المدة القصوى (دقيقة) |
| --------------------- | ---------------- | ---------------------- | --------- | ------ | --------- | ----------------- | ---------------- | ---------------------- | -------------------- |
| الإنسان               | 70               | 20                     | 24        | 57     | 15        | 5                 | 133              | 0.25                   | 6                    |
| فقمة ويديل            | 400              | 87                     | 5         | 66     | 29        | 200               | 700              | 15                     | 93                   |
| فيل البحر             | 400              | 97                     | 4         | 71     | 25        | 500               | 1500             | 25                     | 120                  |
| أسد البحر الكاليفورني | 100              | 40                     | 21        | 45     | 34        | 40                | 275              | 2.5                    | 10                   |
| دلفين قاروري الأنف    | 200              | 36                     | 34        | 27     | 39        | -                 | 535              | -                      | -                    |
| حوت العنبر            | 10000            | 77                     | 10        | 58     | 34        | 500               | 2035             | 40                     | 75                   |
| سلحفاة جلدية الظهر    | -                | -                      | -         | -      | -         | -                 | 1280             | 3-8                    | >70                  |

## الثدييات البحرية
تتكيف الثدييات البحرية مع الغوص العميق وطويل الأمد الذي يتضمن حبس الأنفاس من خلال الاستخدام الأكثر كفاءة للرئتين التي تكون أصغر نسبيًا من رئتي الحيوانات البرية ذات الحجم المماثل. تسمح التكيفات في الرئتين باستخلاص الأكسجين من الهواء المستنشق بشكل أكثر كفاءة، ومعدل تبادل هواء أعلى يصل إلى 90% من كل نفس. وتستخلص كيمياء دمها المزيد من الأكسجين وبشكل أسرع بسبب ارتفاع عدد خلايا الدم الحمراء، بينما تخزن التركيزات العالية من الميوغلوبين في العضلات المزيد من الأكسجين ليصبح متاحًا أثناء الغوص. كما تتمتع هذه الحيوانات بقدرة عالية نسبيًا على تحمل ثاني أكسيد الكربون، الذي يتراكم أثناء حبس الأنفاس، وحمض اللاكتيك الذي تنتجه العضلات أثناء الأيض اللاهوائي. وتُعدّ الرئتان والأضلاع قابلة للطي، مما يسمح لها بالانكماش دون ضرر تحت ضغط الأعماق الكبيرة. ولا تمتلك هذه الحيوانات جيوبًا هوائية في عظام الوجه.
توجد اختلافات في استراتيجيات الغوص لدى الثدييات البحرية، والتي تختلف باختلاف نطاق العمق والتصنيف التصنيفي. ولا يزال بعض هذه الاختلافات غير موضح بشكل كافٍ. فبعضها، مثل حوت كوفييه ذو المنقار، يتجاوز بشكل روتيني السعة القصوى للأكسجين للغوص، مما يجعل فترة التعافي الطويلة ضرورية نسبيًا، بينما يبدو أن البعض الآخر، مثل فيلة البحر، يتطلب وقتًا قصيرًا جدًا للتعافي بين الغوصات التي تصل إلى عمق مماثل، مما يشير إلى أنها تميل إلى البقاء ضمن حدودها القصوى للأكسجين في جميع غوصاتها تقريبًا.
تغوص العديد من الثدييات المائية مثل الفقمات والحيتان بعد الزفير الكامل أو الجزئي، مما يقلل كمية النيتروجين المتاحة لتشبع الأنسجة بنسبة تتراوح بين 80 و90%. وتُعد الثدييات المائية أيضًا أقل حساسية لتركيزات الأكسجين السنخي المنخفضة وتركيزات ثاني أكسيد الكربون المرتفعة مقارنة بالثدييات البرية بشكل كامل. وتتمتع الفقمات والحيتان وخنازير البحر بمعدلات تنفس أبطأ ونسبة الحجم المدي إلى سعة الرئة الإجمالية أكبر من الحيوانات البرية، مما يمنحها تبادلاً كبيرًا للغازات خلال كل نفس ويعوض معدل التنفس المنخفض. ويسمح هذا باستفادة أكبر من الأكسجين المتاح وتقليل استهلاك الطاقة. وفي الفقمات، يقلل تباطؤ معدل ضربات القلب في منعكس الغوص من معدل ضربات القلب إلى حوالي 10% من مستوى الراحة في بداية الغوصة.
لا تعتمد الثدييات التي تغوص في الأعماق على زيادة حجم الرئة لزيادة مخزون الأكسجين. فالحيتان التي تتمتع بقدرات غوص طويلة وعميقة لديها أحجام رئة صغيرة نسبيًا تنكمش أثناء الغوص، وتغوص الفقمات بعد زفير جزئي مع تأثير مماثل. أما الثدييات التي تغوص لفترات قصيرة فلديها أحجام رئة مماثلة لنظيراتها البرية وتغوص ورئتيها ممتلئتان، وتستخدم المحتويات كمخزون للأكسجين. وترتبط ألفة الأكسجين في الدم بحجم الرئة. وحيثما لا تمثل الرئتان مخزونًا للأكسجين، تكون ألفة الأكسجين منخفضة لزيادة إطلاق الأكسجين والحفاظ على ضغط أكسجين مرتفع في الأنسجة. وحيثما تستخدم الرئتان كمخزون للأكسجين، تكون الألفة عالية وتزيد من امتصاص الأكسجين من الحجم السنخي.
يُعدّ تكييف قدرة تخزين الأكسجين في الدم والعضلات لدى الثدييات الغواصة عاملاً مهمًا في قدرتها على تحمل الغوص، وتتراوح من ما يعادل الثدييات البرية تقريبًا إلى ما يقرب من عشرة أضعاف، بما يتناسب مع مدة الغوصات والطلب الأيضي أثناءها.
تقلل تكيفات السباحة، مثل الأشكال الانسيابية للجسم التي تقلل من المقاومة وحركات السباحة الزعنفية الفعالة، من كمية الطاقة المستهلكة في الغوص والصيد والعودة إلى السطح.
يُتحَكَّم في فقدان الحرارة عن طريق تقليل نسبة السطح إلى الحجم، وطبقات العزل السميكة من الشحم و/أو الفراء، التي تساعد أيضًا في الانسيابية لتقليل المقاومة. وقد تستخدم المناطق المكشوفة ذات الدورة الدموية العالية نسبيًا نظامًا تبادليًا حراريًا لشبكة الأوعية الدموية لتقليل فقدان الحرارة.
تستخدم الثدييات البحرية الصوت للتواصل تحت الماء، وتستخدم العديد من الأنواع تحديد الموقع بالصدى للتنقل وتحديد مواقع الفرائس. وتمتلك زعنفيات الأقدام والأقدام المقسمة (فيسيبيدز) شعيرات وجهية قادرة على تحديد موقع الفريسة من خلال الكشف عن الاهتزازات في الماء.
تُعدّ قلوب الثدييات البحرية نموذجية للثدييات. ويمثل القلب نسبة مئوية أقل قليلاً من كتلة الجسم في الحيتان الكبيرة مقارنة بزعنفيات الأقدام والحيتانيات الأصغر. وحجم الحجرة، وحجم النفضة، والنتاج القلبي في حالة الراحة، ومعدل ضربات القلب هي أيضًا ضمن النطاق الطبيعي للثدييات، ولكن قلوب الثدييات الغواصة تكون مسطحة من الناحية الظهرية-البطنية، مع حجرات بطينية يمنى متضخمة، وفي بعض الأنواع، قد تزيد سماكة الجدار البطيني الأيمن. ويمنع التسطح الظهري-البطني ضغط الصدر من المساس بالامتلاء، وقد تعوض الجدران السميكة عن آثار زيادة المقاومة الوعائية وانهيار الرئة أثناء ضغط الصدر.
قد تكون التغذية العصبية الكثيفة للشرايين في الفقمات بواسطة الأعصاب الودية جزءًا من نظام للحفاظ على تضيق الأوعية في استجابة الغوص بشكل مستقل عن توسع الأوعية الذي تسببه المستقلبات المحلية. وتُعدّ سعة الوريد متطورة للغاية، خاصة في الفقميات والحيتان، وتشمل الجيب الكبدي الكبير والوريد الأجوف الخلفي، ويُعتقد أنها مرتبطة بالحجم الكبير لدم الحيوانات. ويحقن الطحال الكبير نسبيًا أيضًا دمًا ذو عدد مرتفع للغاية من خلايا الدم الحمراء في الجيب الكبدي أثناء الغوصات وهو عضو تخزين مهم لخلايا الدم الحمراء.
توجد شرايين وأوردة متوازية متقابلة التدفق، وهي سمة مميزة لوحدات التبادل المتعاكس، في الزعانف الظهرية والزعنفة الذيلية والزعانف الأمامية للحيتانيات، ويُعتقد أنها تحافظ على حرارة الجسم عن طريق نقلها إلى التدفق الوريدي العائد قبل أن يتعرض الدم الشرياني لمناطق فقدان الحرارة العالية. ويوجد أيضًا نظام وريدي سطحي يمكن من خلاله تبديد الحرارة الزائدة إلى البيئة المحيطة.
يتضخم الشريان الأورطي الصاعد في زعنفيات الأقدام لتشكيل بصلة أورطية مرنة يمكنها استيعاب حجم ضربة القلب، ويُعتقد أنها تعمل كمُجمِّع هيدروليكي للحفاظ على ضغط الدم والتدفق أثناء الانبساط الطويل لبطء القلب، وهو أمر بالغ الأهمية لتروية الدماغ والقلب، ويعوض عن المقاومة العالية للجهاز الدوري بسبب تضيق الأوعية.
شبكة الأوعية الدموية الرائعة هي شبكات من الشرايين والأوردة المتفاغرة وتوجد في الحيتانيات والخيلانيات. ووظيفتها ليست واضحة تمامًا وقد تشمل وظائف ويندكسل، وتجمع الدم الوعائي داخل الصدر لمنع انضغاط الرئة، والتنظيم الحراري، واحتجاز فقاعات الغاز في الدم.
في معظم زعنفيات الأقدام، توجد عضلة عاصرة مخططة على مستوى الحجاب الحاجز حول الوريد الأجوف الخلفي، يتم تعصيبها بالعصب الحجابي الأيمن، وتقع إلى الأمام من الجيب الكبدي الكبير والوريد الأجوف السفلي، وهي أكثر تطوراً في الفقميات. ويُعتبر أن وظيفة هذه العضلة العاصرة هي تنظيم العائد الوريدي أثناء تباطؤ القلب. وتمتلك بعض الحيتان أيضًا عضلة عاصرة للوريد الأجوف، وتمتلك بعض الحيتانيات عضلات عاصرة ملساء حول الأجزاء الكبدية من الوريد البابي. وليست الوظيفة الدقيقة لهذه الهياكل مفهومة جيدًا.

### زعنفيات الأقدام

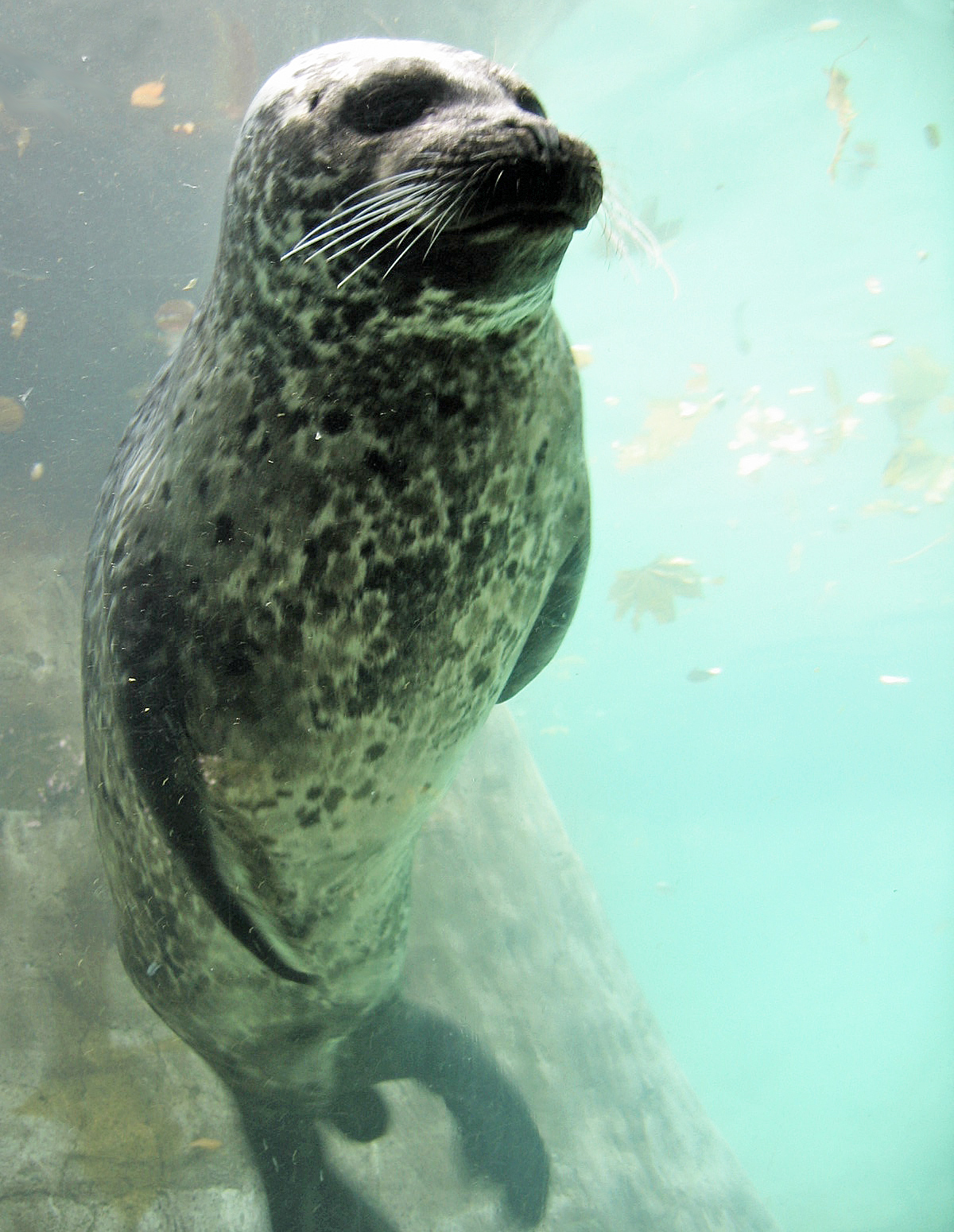
فقمة المرفأ

تشكّل زعنفيات الأقدام ثدييات بحرية آكلة للحوم، ذات أقدام زعانف، وشبه مائية. وهي تضم ثلاثة فصائل: أودوبينيداي التي تشمل الفظ، وعجل البحر التي تشمل أسود البحر والفقمات ذات الفراء، والفقميات (عديمة الأذن) أو الفقمات الحقيقية. وهناك 33 نوعًا حيًا من زعنفيات الأقدام.
يساعد تكيفان رئيسيان الفقمات على إطالة مدة بقائها تحت الماء: أولهما، قدرتها على تخزين الأكسجين بشكل أكبر من الثدييات البرية؛ فلديها حجم دم أكبر لكل كتلة جسم وعدد أكبر من خلايا الدم الحمراء لكل حجم دم. وثانيهما، أن تركيز الميوغلوبين في عضلاتها يصل إلى عشرين ضعفًا مما هو عليه في الثدييات البرية.
قبل الغوص، تقوم زعنفيات الأقدام عادة بالزفير لإفراغ نصف الهواء من رئتيها ثم تغلق منخريها وغضاريف حلقها لحماية القصبة الهوائية. وتتميز رئتاها الفريدة بوجود مجاري هوائية معززة بقوة بحلقات غضروفية وعضلات ملساء، وحويصلات هوائية تنكمش تمامًا أثناء الغوصات العميقة. وفي حين أن الثدييات البرية غير قادرة بشكل عام على إفراغ رئتيها، يمكن لزعنفيات الأقدام إعادة نفخ رئتيها حتى بعد الانهيار التنفسي الكامل. وتحتوي الأذن الوسطى على جيوب يُحتمل أن تمتلئ بالدم أثناء الغوص، مما يمنع انضغاط الأذن الوسطى. وقلب الفقمة مسطح بشكل معتدل للسماح للرئتين بالانكماش. كما أن القصبة الهوائية مرنة بما يكفي لتنكمش تحت الضغط. أثناء الغوصات العميقة، يُخزّن أي هواء متبقٍ في أجسامها داخل القصيبة الرئيسية والقصبة الهوائية، مما يمنعها من الإصابة بمرض تخفيف الضغط، وتسمم الأكسجين، وتخدر النيتروجين. بالإضافة إلى ذلك، يمكن للفقمات تحمل كميات كبيرة من حمض اللاكتيك، مما يقلل من إجهاد العضلات الهيكلية أثناء النشاط البدني المكثف.
تتمثل التكيفات الرئيسية للجهاز الدوري لدى زعنفيات الأقدام للغوص في تضخم الأوردة وزيادة تعقيدها لزيادة سعتها. وتُشكّل "الشبكة الرائعة" كتلًا نسيجية على الجدار الداخلي للتجويف الصدري ومحيط الجسم. وتعمل هذه الكتل النسيجية، التي تحتوي على دوامات واسعة من الشرايين الملتوية والأوردة ذات الجدران الرقيقة، كمستودعات للدم تزيد من مخزون الأكسجين للاستخدام أثناء الغوص. وكما هو الحال مع الثدييات الغواصة الأخرى، تتمتع زعنفيات الأقدام بكميات عالية من الهيموغلوبين والميوغلوبين المخزنة في دمها وعضلاتها. وهذا يسمح لها بالبقاء مغمورة لفترات طويلة من الزمن مع توفر ما يكفي من الأكسجين. وتصل أحجام الدم لدى الأنواع التي تغوص في الأعماق، مثل فيلة البحر، إلى 20% من وزن جسمها. وعند الغوص، تخفض معدل ضربات قلبها وتحتفظ بتدفق الدم فقط للقلب والدماغ والرئتين. وللحفاظ على استقرار ضغط الدم، تمتلك الفقمات الحقيقية شريانًا أبهرًا مرنًا يشتت بعض طاقة كل نبضة قلب.
تمتلك زعنفيات الأقدام جيوبًا وعائية في الأذن الوسطى يمكن أن تمتلئ بالدم وتقلل من حجم المساحة الهوائية وحساسيتها للرضح الضغطي، ولديها رئتان وقفص صدري يمكن أن ينكمشا بالكامل تقريبًا دون إصابة، وبتسلسل يزيل الهواء من الحويصلات الهوائية في وقت مبكر نسبيًا من الغوص.

#### الفقمات الحقيقية

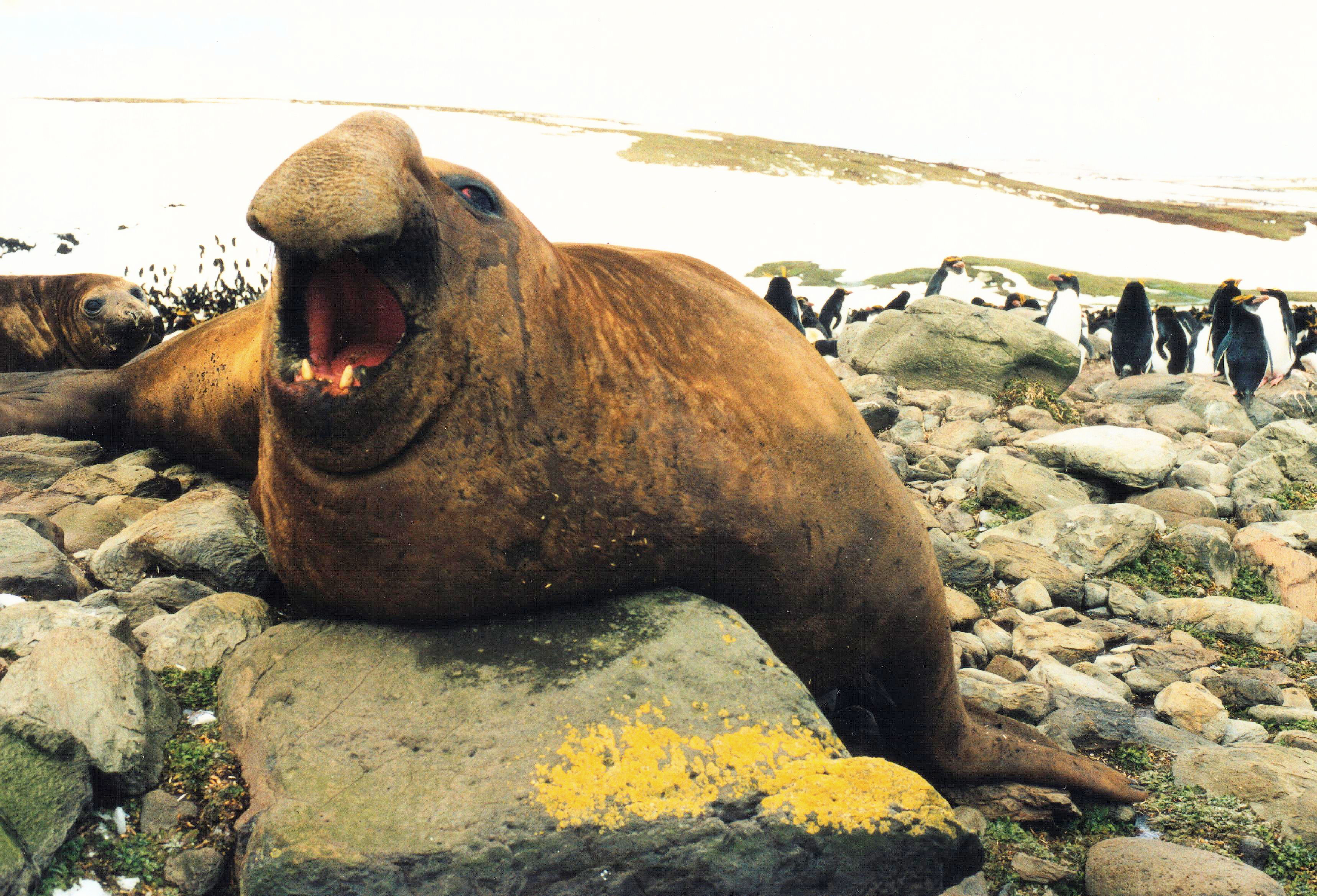
ذكر فقمة الفيل الجنوبية

يمكن لفقمات الفيل الجنوبية أن تغوص حتى عمق 2000 متر وتبقى تحت الماء لمدة تصل إلى 120 دقيقة، مما يعني أنها تتعرض لضغوط هيدروستاتيكية تزيد عن 200 ضغط جوي، لكن الضغط الهيدروستاتيكي ليس مشكلة رئيسية؛ فعند أعماق تقل عن 100 متر تقريبًا، اعتمادًا على النوع، تنكمش الرئتان والمساحات الهوائية الأخرى، ولأغراض عملية، يصبح الحيوان غير قابل للانضغاط، بحيث لم تعد الزيادات الإضافية في ضغط العمق لها تأثير كبير. وتُحمَى طبلة الأذن لدى الفقمة المقنعة التي تغوص في الأعماق بواسطة النسيج الكهفي في الأذن الوسطى، والذي يتمدد لملء الفضاء الهوائي.
في الأعماق الكبيرة، يجب على الحيوان أيضًا تجنب التأثيرات المخدرة لضغط النيتروجين الشديد على الأنسجة، وتسمم الأكسجين، والتأثيرات المماثلة. ويُعَدّ انكماش الرئتين تحت الضغط ميزة، لأنه نظرًا لأن المجاري الهوائية معززة بغضاريف أكثر من المعتاد، والتي تمتد إلى فتحات الحويصلات الهوائية، فإن الحويصلات الهوائية ستنكمش أولاً تحت الضغط الذي يدفع الهواء السنخي إلى المجاري الهوائية حيث لا يوجد تبادل غازي، وهذا يقلل من تحميل الأنسجة بالنيتروجين إلى جزء فقط من نفس واحد لكل غوصة. وقد تتراكم أحمال النيتروجين إلى حد ما على مدار عدة غوصات متتالية، ولكنها تُقلَّل بشكل كبير مقارنة بالغواص البشري الذي يتنفس باستمرار تحت الضغط.
باستثناء البشر الذين يستخدمون المساعدات التكنولوجية، يجب على الحيوانات التي تتنفس الهواء أن تتوقف عن التنفس أثناء الغوص، لذا فإن محتوى الأكسجين الشرياني يتناقص باستمرار ومحتوى ثاني أكسيد الكربون الشرياني يزداد باستمرار بينما لا يتوفر هواء نقي. وتعتمد الرغبة في التنفس بشكل أساسي على تركيز ثاني أكسيد الكربون، ومن المعروف أن استجابة التهوية لزيادة ثاني أكسيد الكربون تكون أقل في الفقمات منها في الثدييات البرية. وهذا يثبط الرغبة في التنفس، وهو أحد جوانب زيادة مدة حبس الأنفاس. والجانب الآخر والأكثر أهمية هو توفير أكبر قدر ممكن من الأكسجين في بداية الغوصة، واستخدامه بشكل اقتصادي طوال الغوصة، وتوفر كمية كافية من الأكسجين للحفاظ على الوعي حتى نهاية الغوصة عندما يمكن تجديده.
لا تمتلك الفقمات الحقيقية أحجام رئة كبيرة بشكل خاص، وعادة ما تقوم بالزفير في بداية الغوص لتقليل الطفو وتجنب امتصاص النيتروجين تحت الضغط. وتنكمش الرئتان تدريجيًا أثناء الغوص، بدءًا من الحويصلات الهوائية، حيث يحدث تبادل الغازات، ثم تتمدد مرة أخرى أثناء الصعود، لذا قد يكون بعض تبادل الغازات ممكنًا حتى قبل العودة إلى السطح. ويتعرض الدم الذي يمر عبر الرئتين أثناء الجزء الأعمق من الغوص لتبادل غازي ضئيل. ولا تعمل المواد الخافضة للتوتر السطحي في الرئتين على تقليل التوتر السطحي فحسب، بل تقلل أيضًا من التصاق الأسطح الداخلية المنكمشة مما يسمح بإعادة التمدد بسهولة أكبر خلال المرحلة النهائية من الصعود.
حجم الدم لدى الفقمات أكبر نسبيًا من الثدييات البرية، ومحتوى الهيموغلوبين مرتفع جدًا. وهذا يجعل سعة حمل الأكسجين ومخزون الأكسجين في الدم مرتفعًا جدًا، ولكنه ليس متاحًا بالضرورة في جميع الأوقات. وقد لوحظ أن تركيز الهيموغلوبين الأورطي يرتفع في فقمات ويديل الغواصة. ويُخزّن هيماتوكريت الدم المرتفع في الطحال الكبير للفقمات التي تغوص في الأعماق، وقد يُطلَق في الدورة الدموية أثناء الغوص، مما يجعل الطحال خزانًا مهمًا للأكسجين للاستخدام أثناء الغوص مع تقليل لزوجة الدم عندما يتنفس الحيوان. تمتلك عضلات الفقمة تركيزًا عاليًا جدًا من الميوغلوبين، والذي يختلف في العضلات المختلفة، وتتمتع الفقمات المقنعة بالقدرة على تخزين ما يقرب من ستة أضعاف كمية الأكسجين التي لدى البشر. ولدى الميوغلوبين ألفة للأكسجين أعلى بكثير من الهيموغلوبين، لذلك إذا كانت العضلات تُروَى بالدم أثناء الغوص، فلن يصبح الأكسجين الموجود على الميوغلوبين متاحًا إلا عندما يستنفد مستوى الأكسجين في الدم بشكل كبير.
على الرغم من أن مخزون الأكسجين الخاص بكتلة الجسم لدى الفقمة القنعة يبلغ حوالي أربعة أضعاف ما لدى البشر، إلا أنها يمكن أن تغوص لمدة أطول 20 مرة. ومخزون الأكسجين غير كافٍ للاستهلاك الأيروبي لجميع الأنسجة، ويمكن أن يسمح التوزيع التفاضلي لمخزون الأكسجين في الدم للدماغ للأنسجة الأقل حساسية بالعمل بشكل لاهوائي أثناء الغوص. ويستبعد تضيق الأوعية المحيطية إلى حد كبير العضلات الهيكلية من التروية بالدم أثناء الغوص، وتستخدم الأكسجين المخزن محليًا في الميوغلوبين، يليه الأيض اللاهوائي أثناء الغوص. وعندما تستأنف التنفس مرة أخرى، تُروَى العضلات بالدم وتُعاد أكسجتها، وتحدث زيادة في اللاكتات الشريانية لفترة قصيرة حتى تستقر إعادة الأكسجة.
وُجد أن مشكلة كيفية بقاء الشرايين منقبضة في وجود زيادة في درجة الحموضة في الأنسجة بسبب اللاكتات داخل الخلايا تُتَجَنَّب من خلال القدرة على تضييق الشرايين المؤدية إلى الأعضاء، بدلاً من تضيق الشرايين الصغيرة داخل الأعضاء كما يحدث في الحيوانات البرية. ويسبب تضيق الأوعية زيادة كبيرة في مقاومة التدفق ويعوض عن ذلك انخفاض نسبي في معدل ضربات القلب للحفاظ على ضغط دم مناسب يكفي لتوفير الدورة الدموية المخفضة. وتساهم العضلة الشبيهة بالبصلة المتضخمة في الشريان الأورطي الصاعد لدى الفقمات، والتي لها جدران مرنة، في الحفاظ على ضغط انبساطي كافٍ أثناء تباطؤ القلب. قد ينخفض معدل ضربات القلب في الفقمات إلى ما يصل إلى 4 إلى 6 نبضات في الدقيقة لموازنة ضغط الدم الشرياني المركزي مع الزيادة الكبيرة في المقاومة الوعائية الطرفية. ويساهم تباطؤ القلب أيضًا في انخفاض كبير في عبء عمل القلب، بحيث يكون تدفق الدم لعضلة القلب المنخفض في الفقمات الغواصة قابلاً للتحمل، ويسمح للقلب بالعمل في الأيض اللاهوائي دون دليل على خلل في وظيفة عضلة القلب.
يُحافظ على سلامة الدماغ في فقمات ويديل حتى ضغط أكسجين شرياني يبلغ 10 مم زئبق، وهو أقل بكثير من ضغط الأكسجين الشرياني الحرج الذي يتراوح بين 25 و40 مم زئبق الذي تُكتَشَف فيه اضطرابات بسبب قيود إنتاج الأدينوسين ثلاثي الفوسفات في أدمغة الثدييات البرية. ويُحافظ على إمداد الدماغ بالدم بشكل جيد حتى نهاية الغوص الطويل، ويُحافظ على إمداد الجلوكوز بشكل جيد إلى حد ما. وتُعدّ إمدادات الجليكوجين الذاتية أكبر منها في الثدييات البرية، ولكنها ليست كبيرة. وفي الفقمة المقنعة التي تغوص في الأعماق، فإن مستويات النيوروغلوبين هي نفسها تقريبًا في الحيوانات البرية ولكنها موزعة بشكل مختلف، حيث توجد تركيزات أكبر في الخلايا الدبقية منها في الخلايا العصبية، مما يشير إلى أن الخلايا الدبقية قد تكون أكثر اعتمادًا على الأيض الأيروبي من الخلايا العصبية.
يُعدّ الدماغ مستهلكًا رئيسيًا للأكسجين أثناء الغوصات، لذا فإن تقليل استهلاك الأكسجين في الدماغ سيكون ميزة. وقد لوحظ التبريد المتحكم فيه للدماغ في الفقمات الغواصة، والذي يُتوقع أن يقلل من طلب الدماغ على الأكسجين بشكل كبير، ويحمي أيضًا من إصابة محتملة بنقص الأكسجين. وتُثبَّط استجابة الارتعاش لتبريد الدماغ الموجودة في معظم الثدييات كجزء من استجابة الغوص.
يتأثر إمداد الدم الكلوي أثناء الغوصات أيضًا بتضيق الأوعية الشريانية الانتقائي ويمكن أن ينخفض إلى أقل من 10% من قيمة السطح، أو يُغلَق تمامًا أثناء الغوصات الطويلة، لذا يجب أن تتحمل الكلى نقص التروية الدافئ لفترات تصل إلى ساعة. ويرتبط الغوص بانخفاض كبير في الترشيح الكبيبي وإنتاج البول، أو انقطاعهما تمامًا في فقمات الميناء.
أثناء الغوص، يُغلَق إمداد الدم للعضلات الهيكلية في الفقمات بشكل شبه كامل، وقد يحدث تراكم هائل لحمض اللاكتيك، بدءًا من استهلاك الأكسجين المخزن بواسطة ميوغلوبين العضلات، مما يوضح أن العضلات الهيكلية تعتمد على الأيض اللاهوائي للجزء الأخير من الغوصات الطويلة. ويُستعاد إمداد الدم هذا عند العودة إلى السطح عندما يستأنف الحيوان التنفس. ولدى فقمات الميناء، التي تغوص لفترات قصيرة، قدرة عالية على الأيض الأيروبي في عضلات السباحة، في حين أن فقمات ويديل، القادرة على الغوص لفترات طويلة جدًا، لا تتمتع بقدرات أيروبية تتجاوز تلك الموجودة في الثدييات البرية. ويُعوض عن التراكم الكبير للاكتات في العضلات الهيكلية للفقمات أثناء الغوص بقدرة تخزين مؤقتة عالية، مع وجود ارتباط قوي بين قدرة التخزين المؤقت وتركيز الميوغلوبين، وبين قدرة التخزين المؤقت ونشاط إنزيم نازع لهيدروجين اللاكتات (LDH) في العضلات. وعند استئناف التنفس، تُعاد تروية العضلات تدريجيًا، مما يتجنب الارتفاع المفرط في درجة الحموضة الشريانية.
قُيِّس التوزيع الإجمالي لتدفق الدم في الفقمات أثناء الغوص باستخدام كريات مجهرية مشعة. وتُظهر الدراسات أن معظم الأعضاء الرئيسية، بما في ذلك الكلى والكبد والأمعاء والعضلات الهيكلية والقلب، لديها دورة دموية منخفضة بشدة، بينما يحصل الدماغ على معظم إمدادات الدم المتبقية. وتختلف تفاصيل النتائج بين الأنواع وتعتمد على طول الغوص وقدرة الغوص لدى الحيوانات. توجد أوردة أجوف كبيرة وجيوب كبدية يمكن تخزين الدم فيها مؤقتًا أثناء الغوص، ويتحكم فيها نسيج عضلي مخطط أمام الحجاب الحاجز، والتي يتحكم فيها فرع من العصب الحجابي. ويمنع هذا النسيج العضلي احتقان القلب عن طريق انقباض الشرايين التي يُنقل الدم من خلالها إلى الأوردة المركزية، مما يخلق احتياطيًا غنيًا بالأكسجين من الدم في الوريد الأجوف، والذي يُطلَق في الدورة الدموية بما يتناسب مع النتاج القلبي. وقرب نهاية الغوص، قد يحتوي هذا الاحتياطي من الدم الوريدي على محتوى أكسجين أعلى من الدم الشرياني.
يُحرَّض انقطاع النفس في الفقمات عن طريق تحفيز مستقبلات الأعصاب ثلاثية التوائم والبلعومية اللسانية في الفم. ويحفز الاختناق الناتج المستقبلات الكيميائية الطرفية التي تُحدِث تضيقًا متزايدًا في الأوعية الدموية الطرفية وتباطؤًا في ضربات القلب. وعلى العكس من ذلك، إذا حُفِّزَت المستقبلات الكيميائية الطرفية بنقص الأكسجين بينما يتنفس الحيوان، فإن التهوية ومعدل ضربات القلب وتوسع الأوعية في العضلات الهيكلية تزداد. يمكن تقليل استهلاك الأكسجين أثناء الغوص بحوالي 70%، ويُعزى ذلك إلى الأيض اللاهوائي وربما أيضًا إلى تبريد الجسم.
تشير الملاحظات على الفقمات التي تغوص بحرية في المياه المفتوحة إلى أن تباطؤ القلب ليس شائعًا كما اقترحت أعمال المختبر. ويبدو أن الحيوانات تستجيب بشكل مختلف للغمر الطوعي مقارنة بالغمر القسري، وعندما تُجبر تحت الماء وتكون غير قادرة على التنبؤ بطول الغوصة، فإن الفقمة ستدخل في استجابة طوارئ ضد الاختناق مع استجابة قوية لتباطؤ القلب. وعندما كان الغوص بخيار الفقمة، كانت الاستجابة متناسبة مع الوقت الذي تنوي الفقمة الغوص فيه، وستبقى بشكل عام في الأيض الأيروبي، مما يتطلب وقتًا للتعافي أقصر بكثير ويسمح بالغوصات المتكررة بعد فترة قصيرة على السطح. كما سُجِّل تسارع ضربات القلب التوقعي قبل العودة إلى السطح بفترة وجيزة في الغوصات الطوعية.
عندما سُمح لها بالغوص كما تشاء، كانت فقمات ويديل تقوم عادة بسلسلة من الغوصات القصيرة نسبيًا، مع غوصة أطول في بعض الأحيان، ولم تُراكم حمض اللاكتيك بعد الغوص في دمها الشرياني. وسمح هذا بفترات تعافٍ قصيرة جدًا بين الغوصات، ووقت مغمور إجمالي أطول بكثير يصل إلى 80% من الوقت تحت الماء مقارنة بالغوصات اللاهوائية حيث تُقلَّل نسبة الوقت تحت الماء بشكل كبير. وتسمى المدة الزمنية التي يمكن للفقمة أن تغوص فيها دون تراكم اللاكتات الشريانية بـ"الحد الأيروبي للغوص". ويمكن قياسه، ولكن لا يمكن حسابه بشكل موثوق. ولا يسمح الاختلاف الكبير في ألفة الأكسجين بين الهيموغلوبين والميوغلوبين بنقل الأكسجين من مخزون العضلات إلى الدم لاستخدامه في أنسجة أخرى، لذا لكي تكون الغوصة أيروبية بالكامل، يجب تقييد تدفق الدم إلى العضلات العاملة حتى يمكن استخدام الأكسجين الموجود على الميوغلوبين محليًا، مع الاحتفاظ بإمدادات الهيموغلوبين للأعضاء الحيوية، وخاصة الدماغ. وهذا يتطلب تضيق الأوعية المحيطية الذي يستلزم درجة معينة من تباطؤ القلب.
في الغوصة الطويلة المقصودة، يُغلَق الدورة الدموية عن العضلات والأحشاء من بداية الغوصة، مع تباطؤ عميق في ضربات القلب، ويُخصَّص أكسجين الدم بشكل فعال للدماغ. وتستخدم العضلات الأكسجين من الميوغلوبين، ثم تتحول إلى الأيض اللاهوائي، وهو نفس النظام الذي تستخدمه الفقمات في الغوصات القسرية. عادة، تستخدم الفقمات عملية وسيطة، حيث تُغلَق العضلات الأكثر نشاطًا عن الدورة الدموية وتستخدم الأكسجين المخزن محليًا لتجنب المساس بمخزون الأكسجين في الدم، الأمر الذي يتطلب درجة محدودة من تباطؤ القلب للتعويض عن زيادة التقييد الوعائي المحيطي، مما يجعل محاولات حساب الحد الأيروبي للغوص غير عملية، حتى لو قُيِّمَت مخازن الأكسجين المتاحة بدقة.

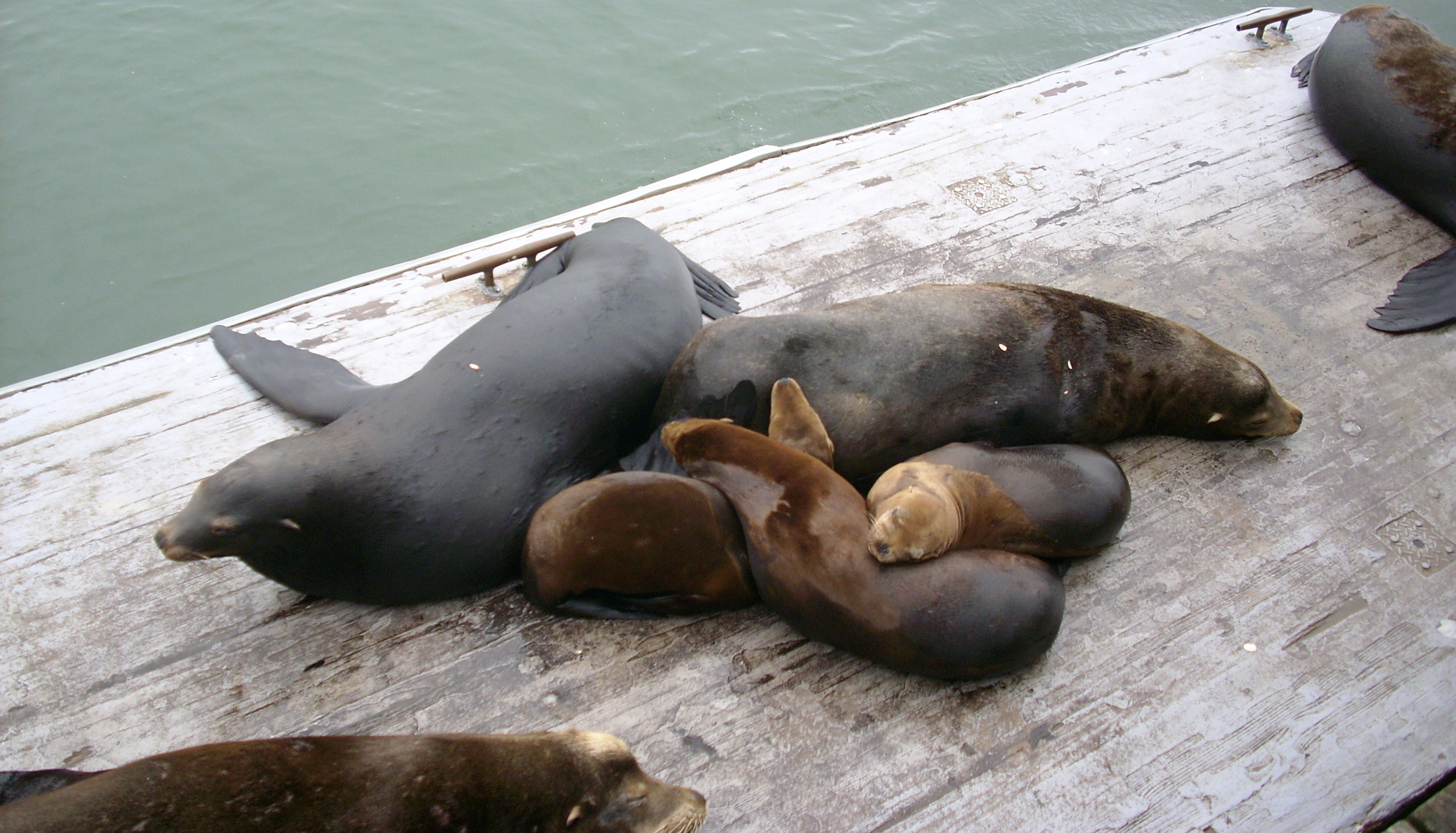
أسود البحر في كاليفورنيا

#### عجول البحر
تشكّل عجول البحر أي فرد من أفراد عائلة الثدييات البحرية (أوتاريدي)، وهي إحدى المجموعات الثلاث لزعنفيات الأقدام. وتضم 15 نوعًا حيًا في سبعة أجناس، وتُعرف عادة بأسود البحر أو فقمات الفراء، وتتميز عن الفقمات الحقيقية والفظ. وقد تكيفت عجول البحر مع نمط حياة شبه مائي، حيث تتغذى وتهاجر في الماء، لكنها تتكاثر وتستريح على اليابسة أو الجليد.
تتمتع عجول البحر بزعانف أمامية وعضلات صدرية أكبر نسبيًا بكثير من الفقمات الحقيقية، ولديها القدرة على قلب أطرافها الخلفية إلى الأمام والمشي على أطرافها الأربعة، مما يجعلها أكثر قدرة على المناورة على اليابسة. وتُعتبر عمومًا أقل تكيفًا مع نمط الحياة المائي نظرًا لأنها تتكاثر بشكل أساسي على اليابسة وتخرج من الماء بشكل متكرر أكثر من الفقمات الحقيقية. ومع ذلك، يمكنها تحقيق سرعات عالية في دفعات قصيرة ولديها قدرة أكبر على المناورة في الماء. وتستمد قوتها في السباحة من استخدام الزعانف أكثر من الحركات المتعرجة لكامل الجسم التي تُشاهد عادة في الفقمات الحقيقية والفظ.
تُعدّ عجول البحر حيوانات آكلة للحوم، وتتغذى على الأسماك، ورأسيات القدم، والكريل. وتميل أسود البحر إلى التغذية بالقرب من الشاطئ في مناطق التيارات الصاعدة، وتتغذى على الأسماك الكبيرة، بينما تميل فقمات الفراء الأصغر حجمًا إلى القيام برحلات بحث عن الطعام أطول في عرض البحر ويمكنها أن تعيش على أعداد كبيرة من الفرائس الأصغر. وهي تتغذى بشكل أساسي عن طريق البصر. وبعض الإناث قادرات على الغوص حتى عمق 400 متر (1,300 قدم).

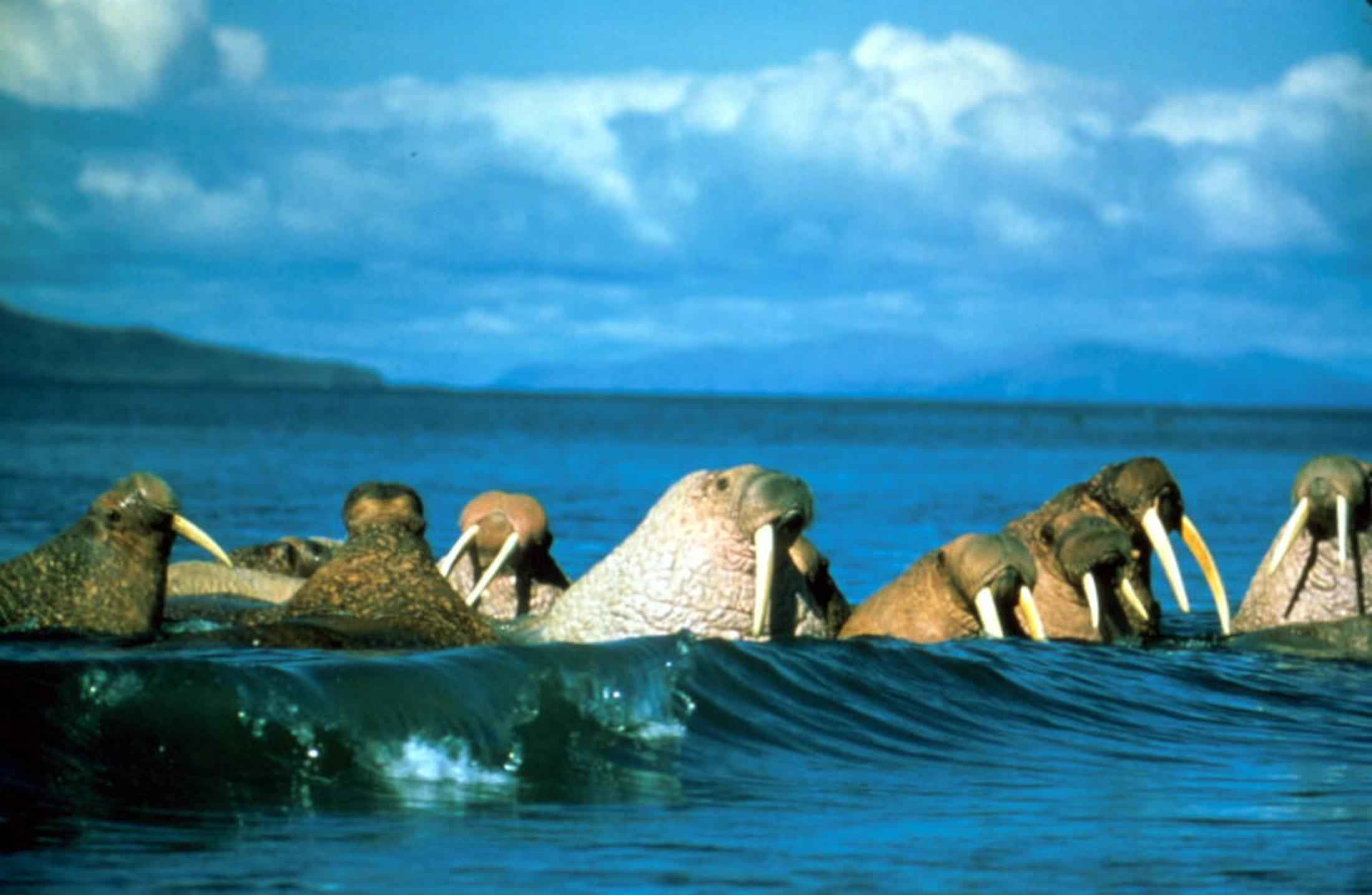
حيوانات الفظ في المياه الضحلة

#### فظ البحر
فقمة الفظ (أودوبينوس روزماروس) هي ثديي بحري كبير ذو زعانف من المحيط المتجمد الشمالي وبحار شبه القطب الشمالي في النصف الشمالي من الكرة الأرضية. وتتميز فقمة الفظ البالغة بأنياب وشعيرات وجهية بارزة، وبضخامتها الكبيرة، حيث يمكن أن يتجاوز وزن الذكور البالغة في المحيط الهادئ 2,000 كجم (4,400 رطل).
تفضل فقمات الفظ مناطق الرف القاري الضحلة وتتغذى بشكل أساسي في قاع البحر، وغالبًا ما تفعل ذلك من منصات الجليد البحري. وهي ليست غواصة عميقة بشكل خاص مقارنة بالفقميات الأخرى؛ حيث يبلغ أقصى عمق مسجل لغوصها حوالي 80 مترًا (260 قدمًا). ويمكنها البقاء مغمورة تحت الماء لمدة تصل إلى نصف ساعة.

### الحوتيات
تنتمي الحوتيات إلى رتبة فرعية من الثدييات المائية الإجبارية، وتشمل 93 نوعًا حيًا ضمن رتبتين فرعيتين. الرتبة الأولى هي الحيتان المسننة، وتضم 73 نوعًا، ومنها الدلافين، وخنازير البحر، والحوت الأبيض، وحوت وحيد القرن، وحوت العنبر، والحيتان المنقارية. أما الرتبة الثانية فهي الحيتان البالينية، التي تمتلك نظام تغذية بالترشيح، وتضم خمسة عشر نوعًا ضمن ثلاث فصائل، وتشمل الحوت الأزرق، والحيتان الحقيقية، والحوت مقوس الرأس، والحوت الأحدب، والهراكلة، والحوت الرمادي.
تؤثر الاختلافات الكبيرة في كتلة الجسم لدى الحيتانيات بشكل كبير على قدرة تخزين الأكسجين واستخدامه، مما يؤثر على حدود الغوص. ويختلف محتوى الميوغلوبين في العضلات الهيكلية اختلافًا كبيرًا بين الأنواع، ويرتبط بقوة بمدة الغوص القصوى لدى الحيتان المسننة. وقد وُجد أن التأثيرات المشتركة لكتلة الجسم ومحتوى الميوغلوبين تمثل 50% من التباين الإجمالي في أداء الغوص لدى الحيتانيات، و83% من التباين في أداء الغوص لدى الحيتان المسننة.

#### الحيتان المنقارية
تشكل فصيلة الحيتان المنقارية بعض الحيوانات الغامضة والتي يصعب الوصول إليها، وتُعتبر حيوانات باحثة عن الطعام في الأعماق بشكل أساسي بناءً على محتويات معدتها. وتُظهر دراسات الوسم التي أجراها هوكر وبايرد (1999) أن الحوت المنقاري الشمالي قادر على الغوص إلى أعماق تزيد عن 1500 متر ولفترات تزيد عن ساعة. واستخدم جونسون وآخرون (2004) علامات تسجيل صوتية لتسجيل نقرات تحديد الموقع بالصدى التي يصدرها حوت كوفييه ذو المنقار والحوت المنقاري لبلينفيل أثناء غوصات تصل إلى عمق 1270 مترًا، مما يشير إلى أنها تستخدم سلسلة من النقرات المنتظمة مع تسلسلات سريعة متقطعة أثناء الغوصات العميقة. واستُنتج أن كلا هذين النوعين يبحثان عن الطعام في المياه العميقة باستخدام تحديد الموقع بالصدى.
وقد لوحظ أن الحيتان المنقارية، حوت كوفييه ذو المنقار والحوت المنقاري لبلينفيل، تصطاد في المياه العميقة باستخدام تحديد الموقع بالصدى في ظروف طبيعية، حيث يصل حوت كوفييه إلى أعماق تصل إلى 1885 مترًا ولفترات تصل إلى 58 دقيقة. وتتبع غوصات البحث عن الطعام العميقة هذه في كل حالة بسلسلة من الغوصات الضحلة جدًا دون مؤشرات على سلوك البحث عن الطعام. وكانت الفترة الفاصلة بين غوصات البحث عن الطعام طويلة بما يكفي للدلالة على احتمال كبير للتعافي من دين الأكسجين الذي يسببه الأيض اللاهوائي. وتجاوزت مدة غوصات البحث عن الطعام حدود الغوص الأيروبي المقدرة بعامل يصل إلى ضعفين. وقد أدت التقارير عن الانسدادات الغازية في الحيتان المنقارية التي جنحت والمرتبطة بتمارين السونار البحرية إلى فرضيات تفيد بأن أنماط غوصها قد تجعلها عرضة لمرض تخفيف الضغط، وربما يتفاقم ذلك بسبب نبضات السونار عالية الطاقة. ولا تفسر النماذج الحالية للغوص مع حبس الأنفاس بشكل كافٍ سلوك الغوص الطبيعي لهذه الحيتان. في الحيتان المنقارية، كان معدل الهبوط أسرع باستمرار من معدل الصعود، عند حوالي 1.5 متر في الثانية، بغض النظر عن عمق الغوص، وبزاوية انحدار تتراوح من 60 إلى 85 درجة. وكان معدل الزعنفة الذيلية لحوت كوفييه أعلى في بداية الغوص، ولكنه انخفض بحوالي 50 مترًا، مع معدل هبوط ثابت، بما يتوافق مع تقليل الطفو بسبب انضغاط الرئة.
وكانت عمليات الصعود من غوصات البحث عن الطعام العميقة بسرعة رأسية منخفضة بمتوسط 0.7 متر في الثانية بزاوية منخفضة. وتختلف معدلات الصعود في الحوت المنقاري لبلينفيل باختلاف عمق الغوص، مع صعود أسرع يرتبط بغوصات أعمق مما يعطي وقت صعود إجمالي ثابت نسبيًا. أما بالنسبة لحوت كوفييه، فإن استراتيجية الصعود غير واضحة: فهي تميل إلى الصعود بسرعة في المئات الأولى من الأمتار من الغوصات الأعمق ثم تبطئ عند حوالي 500 متر وتسرع مرة أخرى بالقرب من السطح. وكلا النوعين يبدآن صعودهما بشكل أسرع من الغوصات الأعمق، ولكن لم يكن هناك ارتباط واضح ظاهر بين سرعة الصعود وعمق الغوص في أعلى 200 متر من الصعود. وكان معدل الزعنفة الذيلية في كلا النوعين في آخر 40 مترًا من الصعود أقل بكثير مما كان عليه أثناء الهبوط، وهو ما يتوافق مع الفرضية القائلة بأن الجزء الأخير من الصعود يعمل إلى حد كبير بقوة الطفو الناتجة عن تمدد الهواء في الرئتين.
يقوم كل من حوت كوفييه ذو المنقار والحوت المنقاري لبلينفيل بغوصات طويلة وعميقة للتغذية على مصدر في المياه العميقة. ويتبع الغوص نمطًا مميزًا حيث تتبع معظم غوصات البحث عن الطعام العميقة بسلسلة من الغوصات الضحلة المتزامنة والتعافي بالقرب من السطح. ويبدو أن جميع غوصات البحث عن الطعام في هذه الأنواع أطول بكثير من حدود الغوص الأيروبي المقدرة، مما يشير إلى أن الحيتان تعود عمومًا إلى السطح مع دين أكسجين. وقد افتُرض أن سلسلة الغوصات الضحلة والفترات الطويلة بين غوصات البحث عن الطعام ضرورية للتعافي من دين الأكسجين استعدادًا للغوصة العميقة التالية. وتعتبر الفترات الطويلة التي تُقضى بالقرب من السطح غير متسقة مع الفرضية القائلة بأن الحيتان المنقارية مشبعة بشكل فائق بشكل مزمن عند مستويات عالية.
لا يبدو أن الأوقات المتشابهة للهبوط والصعود في الغوصات الضحلة التالية للبحث عن الطعام تتوافق مع متطلبات إعادة الانضغاط. ولا تُفسَّر عمليات الصعود البطيئة نسبيًا من غوصات البحث عن الطعام بشكل كافٍ. وتشمل عمليات الصعود هذه السباحة النشطة وعدم التغذية، مع حدوث أدنى معدل صعود تحت عمق انهيار الرئة، وهو ما لا يبدو أنه يساعد في منع تكون الفقاعات، ووفقًا للنماذج الحالية لانتشار النيتروجين، قد يزيد من خطر مرض تخفيف الضغط.
لا يشير تحليل "تايك" وآخرون (2006) إلى أن الحيتان المنقارية تتعرض لخطر إجهاد تخفيف الضغط والانسداد أثناء سلوك الغوص الطبيعي. وقام "هاوسر" وآخرون (2001) بنمذجة مستويات النيتروجين في أنسجة حوت منقاري غواص بافتراض انهيار الرئة على عمق 70 مترًا، ووجدوا أن سرعة وعمق الغوص هما العاملان الرئيسيان المؤثران على تراكم النيتروجين في الأنسجة. وتسمح الغوصات ذات الأوقات الأطول في الأعماق حيث كانت الرئتان منكمشة بشكل غير كامل بامتصاص أكبر للغازات وتشبع فائق. ويعتمد معدل امتصاص النيتروجين على كل من المنطقة السنخية المعرضة للغاز، والتي تنخفض مع العمق مع انكماش الرئتين تدريجيًا، وتدرج الضغط الجزئي الذي يزداد خطيًا مع العمق، ويُقدَّر أنه يصل إلى الحد الأقصى في منتصف المسافة بين السطح وعمق الانهيار الكامل للحويصلات الهوائية.

#### حوت العنبر

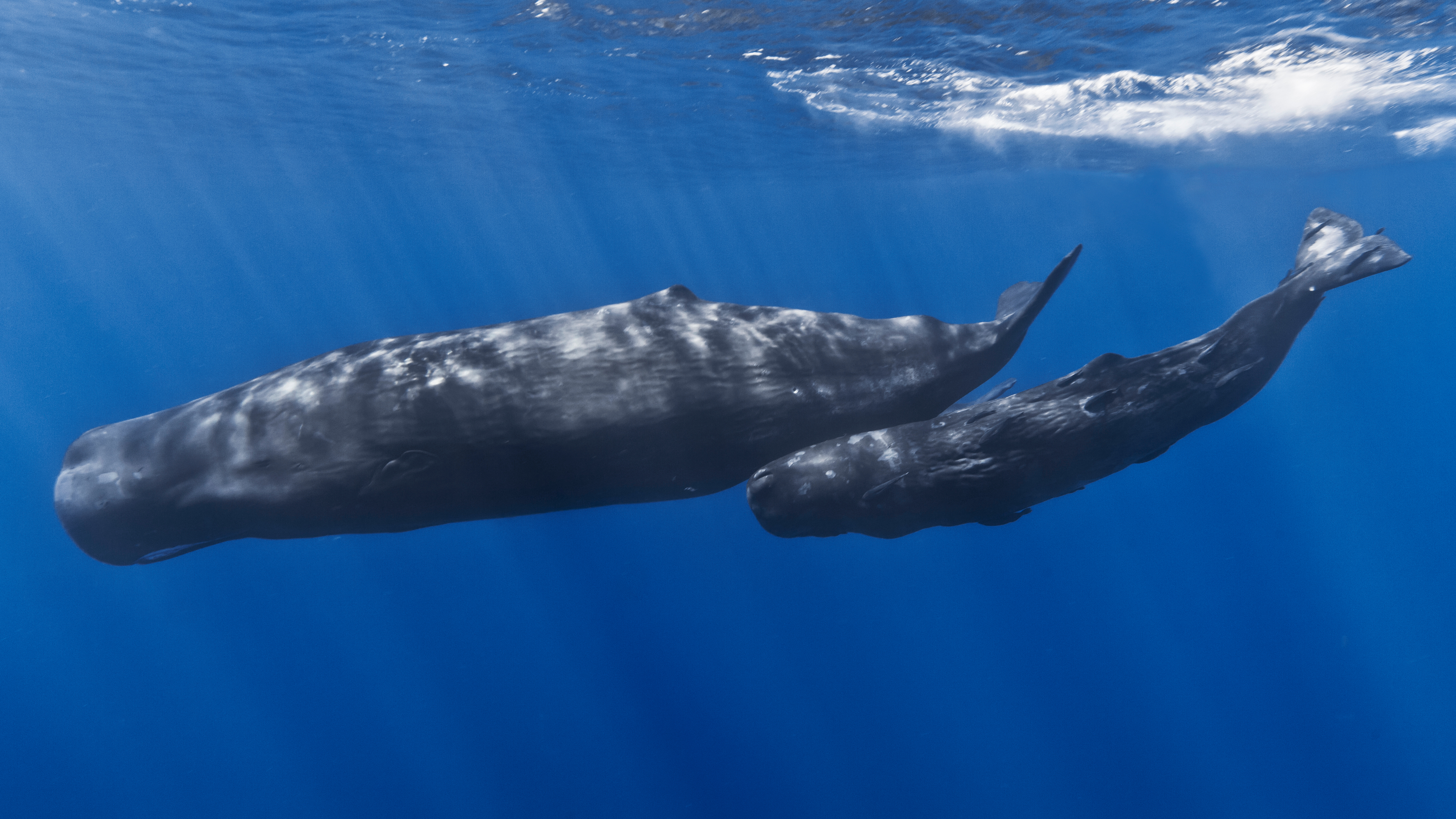
أم وصغير حيتان العنبر

يُعدّ حوت العنبر (فيسيتر ماكروسيفالوس) أكبر الحيتان المسننة وأضخم مفترس مسنن. وهو العضو الحي الوحيد في جنس فيسيتر (حيتان نافثة) وواحد من ثلاثة أنواع حية في فصيلة حيتان العنبر، جنبًا إلى جنب مع حوت العنبر القزم وحوت العنبر القزمي من جنس كوغية.
تكيَّف الجهاز التنفسي لحوت العنبر للتعامل مع التغيرات الجذرية في الضغط عند الغوص. يسمح القفص الصدري المرن بانكماش الرئتين، مما يقلل من امتصاص النيتروجين، ويمكن أن ينخفض الأيض للحفاظ على الأكسجين. بين الغوصات، يطفو حوت العنبر على السطح للتنفس لمدة ثماني دقائق تقريبًا قبل الغوص مرة أخرى. تتنفس الحيتان المسننة الهواء على السطح من خلال فتحة نفث واحدة على شكل حرف S، والتي تكون منحرفة بشدة إلى اليسار. يتنفس حوت العنبر (ينفث) 3-5 مرات في الدقيقة أثناء الراحة، وتزيد إلى 6-7 مرات في الدقيقة بعد الغوص. يكون النفث صاخبًا، وعبارة عن مجرى واحد يرتفع إلى مترين (6.6 قدم) أو أكثر فوق السطح ويتجه إلى الأمام واليسار بزاوية 45 درجة. وفي المتوسط، تقوم الإناث والصغار بالنفث كل 12.5 ثانية قبل الغوص، بينما يقوم الذكور الكبيرة بالنفث كل 17.5 ثانية قبل الغوص. وقد وُجد في بطن حوت عنبر قتل على بعد 160 كم (100 ميل) جنوب ديربان، جنوب أفريقيا، بعد غوصة استمرت ساعة و50 دقيقة، نوعان من أسماك كلب البحر، والتي توجد عادة في قاع البحر.
في عام 1959، قيس قلب ذكر يزن 22 طنًا متريًا (24 طنًا قصيرًا) أخذه صيادون ليجدوا وزنه 116 كيلوغرامًا (256 رطلاً)، أي حوالي 0.5% من كتلته الإجمالية. ويحتوي الجهاز الدوري على عدد من التكيفات المحددة للبيئة المائية. يزداد قطر القوس الأبهري عندما يغادر القلب. ويعمل هذا التوسع المنتفخ كـ"وعاء ريحي" (تأثير ويندكسل)، أو مجمع هيدروليكي، مما يضمن تدفقًا ثابتًا للدم مع تباطؤ معدل ضربات القلب أثناء الغوص. وتوضع الشرايين التي تغادر القوس الأبهري بشكل متماثل. ولا يوجد جذع ضلعي رقبي. كما لا يوجد اتصال مباشر بين الشريان السباتي الباطن وأوعية الدماغ. وقد تكيَّف جهازها الدوري للغوص في أعماق كبيرة، تصل إلى 2,250 مترًا (7,382 قدمًا) لمدة تصل إلى 120 دقيقة، وكانت أطول غوصة مسجلة 138 دقيقة. وتكون الغوصات الأكثر شيوعًا حوالي 400 متر (1,310 قدمًا) ومدة 35 دقيقة. ويكون الميوغلوبين، الذي يخزن الأكسجين في الأنسجة العضلية، أكثر وفرة بكثير منه في الحيوانات البرية. ويحتوي الدم على كثافة عالية من خلايا الدم الحمراء، التي تحتوي على الهيموغلوبين الذي يحمل الأكسجين. ويمكن توجيه الدم المؤكسج نحو الدماغ والأعضاء الأساسية الأخرى فقط عندما تنخفض مستويات الأكسجين. وقد يلعب عضو السائل العنبري أيضًا دورًا في تعديل الطفو. وتُعدّ الشبكات الشريانية الرائعة متطورة بشكل استثنائي. والشبكات الشريانية الرائعة المعقدة في حوت العنبر أكثر اتساعًا وأكبر من تلك الموجودة في أي حوت آخر.

#### الدلافين
تُعدّ الدلافين اسمًا شائعًا للثدييات المائية ضمن الرتبة الفرعية الحوتيات. ويشير مصطلح الدلفين عادةً إلى الفصائل الحية التالية: الدلافين المحيطية، والدلافين الطيارة، ودلافين إنيادية، ودلافين المياه المالحة (بونتوبوريداي)، بالإضافة إلى الفصيلة المنقرضة الدلافين المهجورة (مثل دلفين النهر الصيني أو البايجي). وهناك 40 نوعًا حيًا يُعرف باسم الدلافين.
تتراوح أحجام الدلافين من دلفين ماوي الذي يبلغ طوله 1.7 متر (5.6 قدم) ووزنه 50 كيلوغرامًا (110 رطل)، إلى الحوت القاتل الذي يبلغ طوله 9.5 متر (31 قدمًا) ووزنه 10 أطنان (11 طنًا قصيرًا). وتُظهر عدة أنواع مثنوية الشكل الجنسي، حيث تكون الذكور أكبر من الإناث. تتميز الدلافين بأجسام انسيابية وطرفين متحورين إلى زعانف. وعلى الرغم من أنها ليست بمرونة الفقمات تمامًا، إلا أن بعض الدلافين يمكنها السباحة بسرعة تصل إلى 55.5 كم/ساعة (34.5 ميل/ساعة). تستخدم الدلافين أسنانها المخروطية الشكل للإمساك بالفرائس سريعة الحركة. ولديها حاسة سمع متطورة تتكيف مع كل من الهواء والماء، وهي متطورة لدرجة أن بعضها يمكن أن يبقى على قيد الحياة حتى لو كان أعمى. تتكيف بعض الأنواع بشكل جيد للغوص إلى أعماق كبيرة. ولديها طبقة من الدهون، أو الشحم، تحت الجلد للحفاظ على الدفء في المياه الباردة. ويمكن أن يحد الطفو من سماكة طبقة الشحم، حيث أن العزل الأفضل عن طريق طبقة شحم أكثر سمكًا قد يجعل الحيوان أكثر طفوًا مما هو مثالي لتكاليف الطاقة للغوص. ويظهر هذا التأثير بشكل أكبر في الحيوانات الأصغر سنًا وصغارها حيث تكون نسبة مساحة السطح إلى الحجم أكبر.

##### سلوك الغوص
الدلفين الشائع قصير المنقار (دلفينوس دلفيس) معروف بقدرته على البحث عن الطعام في أعماق تصل إلى 260 مترًا لمدة 8 دقائق أو أكثر، ولكنه يبقى غالبًا فوق عمق 90 مترًا في غوصات تستمر حوالي 5 دقائق. ويمكن للدلفين المرقط المداري (ستينيلا أتينواتا) الغوص إلى ما لا يقل عن 170 مترًا، ولكن معظم الغوصات تكون بين 50 و100 متر وتستمر ما بين دقيقتين وأربع دقائق.
يمكن لحوت مرشد طويل الزعانف (جلوبيسيفالاس ميلاس) الغوص إلى ما بين 500 و600 متر لمدة تصل إلى 16 دقيقة. وتغوص حيتان الدحاس الشمالية إلى قاع البحر على عمق يتراوح بين 500 و1500 متر لأكثر من 30 دقيقة، وأحيانًا تصل المدة إلى ساعتين.
تغوص الحيتان البيضاء (دلفينابتروس ليوكاس) بشكل متكرر إلى أعماق تتراوح بين 400 و700 متر، وأعمق غوصة مسجلة كانت 872 مترًا، بمتوسط مدة 13 دقيقة وبحد أقصى 23 دقيقة، وتزداد مدة الغوص مع حجم الجسم. وتغوص حيتان كركدن البحر (مونودون مونوسروس) بشكل روتيني إلى 500 متر، وأحيانًا إلى 1000 متر أو أكثر، ولكنها غالبًا ما تكون في أعماق أقل.
في الغوصات الحرة إلى أعماق 60 مترًا و210 أمتار، انخفضت معدلات ضربات قلب دلفين قاروري الأنف من متوسط ما قبل الغوص الذي يتراوح بين 101-111 نبضة في الدقيقة إلى 20-30 نبضة في الدقيقة خلال دقيقة واحدة من بداية الهبوط، وبلغ متوسطها 37 و30 نبضة في الدقيقة خلال مراحل القاع للغوصات بعمق 60 مترًا و210 أمتار. وزادت معدلات ضربات قلب الدلافين أثناء الصعود. كانت معدلات ضربات القلب أثناء غوص هذه الدلافين السابحة بنشاط مشابهة لمعدلات ضربات قلب دلفين ساكن على عمق مترين، مما يدل على أن استجابة معدل ضربات القلب في الدلافين الغواصة يسيطر عليها استجابة الغوص وليس استجابة التمرين. خلال الصعود الأخير، زادت معدلات ضربات القلب بينما انخفضت معدلات ضربات الزعنفة الذيلية خلال فترات الانزلاق المطولة قرب نهاية الغوصة. ولا يعني عدم وجود دليل على استجابة التمرين بالضرورة عدم وجود تروية عضلية أثناء الغوص، حيث تشير الدراسات السابقة إلى ارتفاع مستويات نيتروجين العضلات بعد الغوص.

#### الحيتان البالينية

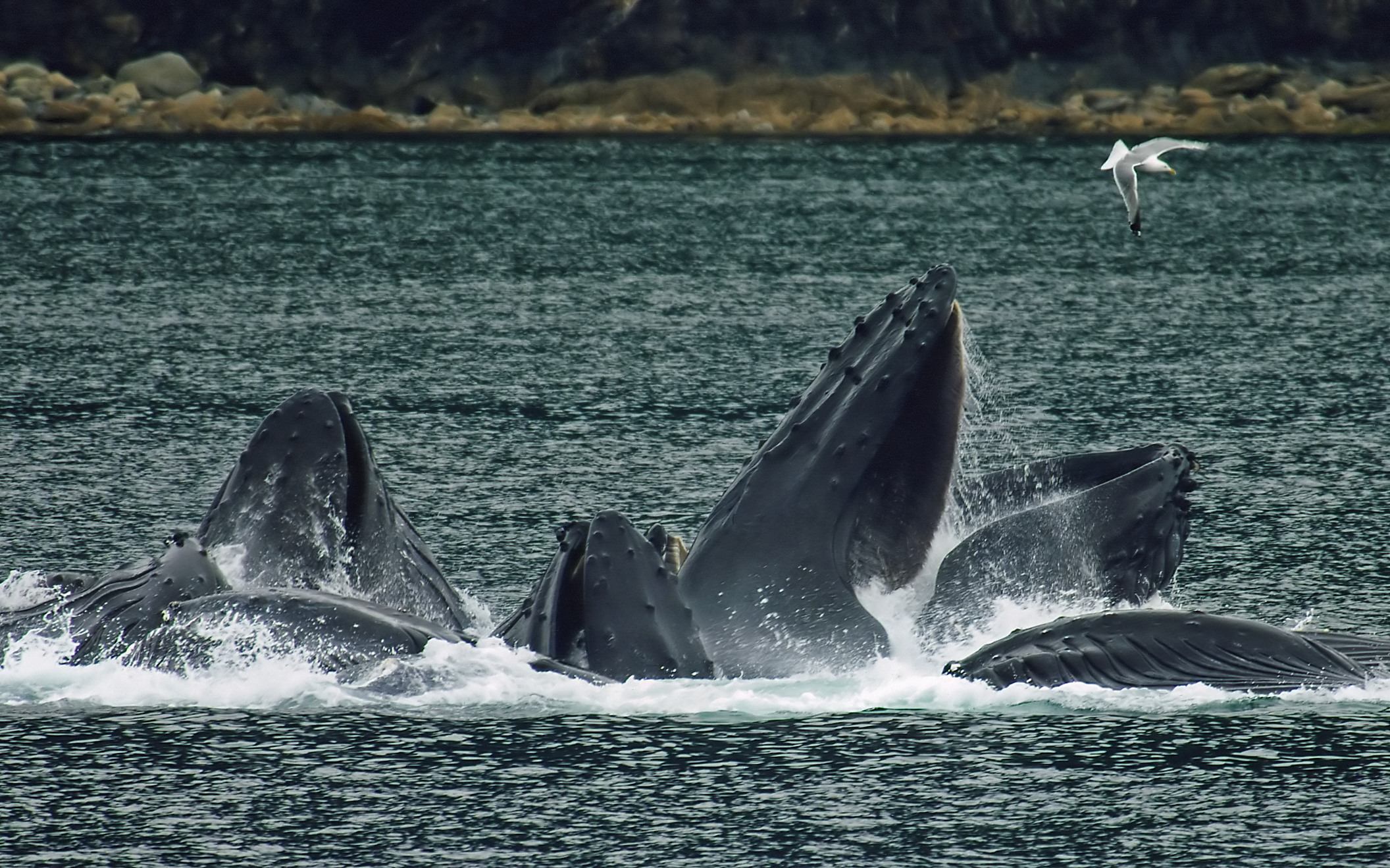
الحيتان الحدباء تتغذى أثناء صيد الأسماك بالشباك الفقاعية

تُعدّ الحيتان البالينية، واسمها العلمي ميستيسيتي، رتبة فرعية من الحوتيات. وهي مجموعة واسعة الانتشار من الثدييات البحرية الآكلة للحوم وتضم فصائل: البالينات (الحيتان الحقيقية ومقوسة الرأس)، والهراكلة، والحوتيات الوحشية (الحوت الصائب القزم)، والحيتان الرمادية (الحوت الرمادي الصلب). يوجد حاليًا 15 نوعًا من الحيتان البالينية. وتتراوح أحجام الحيتان البالينية من الحوت الصائب القزم الذي يبلغ طوله 6 أمتار (20 قدمًا) ووزنه 3,000 كجم (6,600 رطل) إلى الحوت الأزرق الذي يبلغ طوله 31 مترًا (102 قدم) ووزنه 190 طنًا (210 أطنان قصيرة).
عند السباحة، تستخدم الحيتان البالينية زعانفها الأمامية بطريقة تشبه الجناح على غرار طيور البطريق والسلاحف البحرية للحركة والتوجيه، بينما تستخدم زعنفتها الذيلية لدفع نفسها إلى الأمام من خلال حركة رأسية متكررة. وبسبب حجمها الكبير، فإن الحيتان الصائبة ليست مرنة أو رشيقة مثل الدلافين، ولا يمكن لأي منها تحريك رقبتها بسبب اندماج الفقرات العنقية؛ وهذا يضحي بالسرعة مقابل الاستقرار في الماء. وتكون الأرجل الخلفية الأثرية مغلفة داخل الجسم.
تحتاج الحيتان الزعنفية إلى زيادة السرعة للتغذية، ولديها عدة تكيفات لتقليل المقاومة، بما في ذلك جسم انسيابي؛ وزعنفة ظهرية صغيرة، بالنسبة لحجمها؛ وعدم وجود آذان أو شعر خارجي. ويمكن للحوت الزعنفي، وهو الأسرع بين الحيتان البالينية، أن يسبح بسرعة 37 كيلومترًا في الساعة (23 ميلاً في الساعة). وأثناء التغذية، يتسع فم الحوت الزعنفي عن طريق تمديد طيات الحلق إلى حجم يمكن أن يكون أكبر من الحوت نفسه في حالة الراحة. ويتصل الفك السفلي بالجمجمة بألياف وكثافة من الغضاريف، مما يسمح للفك بالانفتاح بزاوية تقارب 90 درجة. ويكون الارتفاق الفكي السفلي أيضًا غضروفيًا ليفيًا، مما يسمح للفك بالانحناء مما يزيد من مساحة الفتحة. ولمنع تمدد الفم أكثر من اللازم، تمتلك الحيتان الزعنفية عضوًا حسيًا يقع في منتصف الفك لتنظيم هذه الوظائف.
مثل جميع الثدييات، تتنفس الحيتان البالينية الهواء ويجب أن تطفو على السطح بشكل دوري للقيام بذلك. وتقع فتحات أنفها، أو فتحات النفث، في الجزء العلوي من الجمجمة. وتمتلك الحيتان البالينية فتحتي نفث، على عكس الحيتان المسننة التي لديها فتحة واحدة. وتكون فتحتا النفث المزدوجتان شقين طوليين يتقاربان في الأمام ويتسعان في الخلف، مما يسبب نفثًا على شكل حرف V. وتحيط بهما حافة لحمية تبعد الماء أثناء تنفس الحوت. ويحتوي الحاجز الذي يفصل فتحتي النفث على سدادتين متصلتين به، مما يجعل فتحتي النفث محكمتين للماء أثناء غوص الحوت.
صُممت رئتا الحيتان البالينية لتنكمش تحت الضغط، مما يمكّن بعضها، مثل الحوت الزعنفي، من الغوص إلى عمق 470 مترًا تحت الصفر (-1,540 قدمًا). وتُعدّ رئتا الحوت فعالتين جدًا في استخلاص الأكسجين من الهواء، وعادةً ما تستخلص 80%، في حين أن البشر يستخلصون 20% فقط من الأكسجين من الهواء المستنشق. وحجم الرئة منخفض نسبيًا مقارنة بالثدييات البرية بسبب عدم قدرة الجهاز التنفسي على الاحتفاظ بالغاز أثناء الغوص. وقد يسبب القيام بذلك مضاعفات خطيرة مثل الانسداد. وعلى عكس الثدييات الأخرى، تفتقر رئتا الحيتان البالينية إلى الفصوص وتكون أكثر تكيسًا. وتكون الرئة اليسرى أصغر من اليمنى لإفساح المجال للقلب. وللحفاظ على الأكسجين، يُعاد توجيه الدم من الأنسجة التي تتحمل نقص الأكسجين إلى الأعضاء الأساسية، ولدى العضلات الهيكلية تركيز عالٍ من الميوغلوبين الذي يسمح لها بالعمل لفترة أطول دون إمداد من أكسجين الدم.
يعمل قلب الحيتان البالينية بشكل مشابه للثدييات الأخرى، ويتناسب مع حجم الحوت. ويتراوح معدل ضربات القلب في حالة الراحة من 60 إلى 140 نبضة في الدقيقة. وعند الغوص، ينخفض معدل ضربات القلب إلى 4 إلى 15 نبضة في الدقيقة للحفاظ على الأكسجين. ومثل الحيتان المسننة، لديها شبكة كثيفة من الأوعية الدموية (الشبكة الرائعة) التي تمنع فقدان الحرارة. وكما هو الحال في معظم الثدييات، تُفقَد الحرارة في أطرافها، لذا، تُحاط الشرايين بالأوردة لتقليل فقدان الحرارة أثناء النقل واستعادة الحرارة المنقولة من الشرايين إلى الأوردة المحيطة أثناء عودتها إلى المركز في التبادل المعاكس. ولمعادلة ارتفاع درجة الحرارة أثناء وجودها في المياه الدافئة، تُعيد الحيتان البالينية توجيه الدم إلى الجلد لتسريع فقدان الحرارة. ولديها أكبر كريات دم (خلايا الدم الحمراء والبيضاء) لأي ثديي، حيث يبلغ قطرها 10 ميكرومتر (4.1 × 10−4 بوصة).
على عكس معظم الحيوانات، الحيتان تتنفس بوعي. وتنام جميع الثدييات، لكن الحيتان لا تستطيع تحمل فقدان الوعي لفترة طويلة لأنها قد تغرق. ويُعتقد أنها تُظهر نوم الموجة البطيئة في نصف الكرة المخية الواحد، حيث تنام بنصف دماغها بينما يظل النصف الآخر نشطًا. وقد وُثِّق هذا السلوك فقط في الحيتان المسننة حتى صُورت لقطات لحوت أحدب نائم (عموديًا) في عام 2014.
يُعَدّ كيفية إصدار الحيتان البالينية للأصوات غير معروف إلى حد كبير بسبب عدم وجود عضو البطيخ والأحبال الصوتية. وفي دراسة أجريت عام 2007، اُكتشف أن الحنجرة تحتوي على طيات على شكل حرف U يُعتقد أنها مشابهة للأحبال الصوتية. وتوضع هذه الطيات بشكل موازٍ لتدفق الهواء، على عكس الأحبال الصوتية العمودية للثدييات البرية. وقد تتحكم هذه الطيات في تدفق الهواء وتسبب اهتزازات. ويمكن لجدران الحنجرة أن تنقبض مما قد يولد صوتًا بدعم من الغضاريف الهرمية. وقد تطرد العضلات المحيطة بالحنجرة الهواء بسرعة أو تحافظ على حجم ثابت أثناء الغوص.

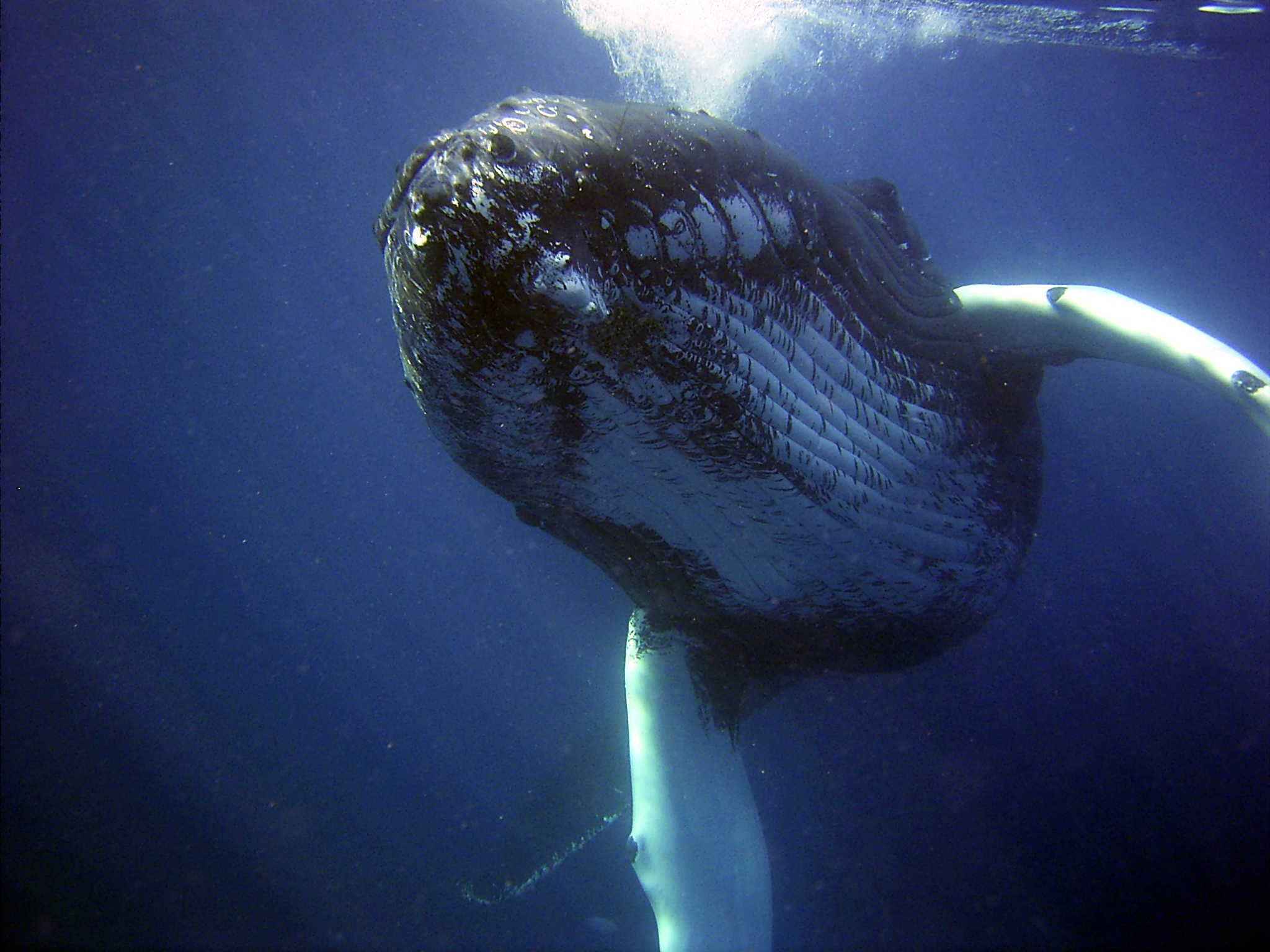
الحوت الأحدب

جميع الحيتان البالينية الحديثة هي مغذيات بالترشيح إجبارية، حيث تستخدم لوحاتها البالينية لتصفية الفرائس الصغيرة (بما في ذلك الأسماك الصغيرة، والكريل، ومجدافيات الأرجل، والعوالق الحيوانية) من مياه البحر. وعلى الرغم من نظامها الغذائي آكل اللحوم، فقد كشفت دراسة أجريت عام 2015 أنها تحتوي على نبيت جرثومي معوي مشابهة لتلك الموجودة في الحيوانات العاشبة البرية. وتوجد أنواع مختلفة من الفرائس بوفرة مختلفة اعتمادًا على الموقع، وكل نوع من الحيتان يتكيف مع طريقة متخصصة في البحث عن الطعام.
هناك نوعان من سلوكيات التغذية: التغذية بالمسح والتغذية بالاندفاع، ولكن بعض الأنواع تقوم بكليهما اعتمادًا على نوع وكمية الطعام. تتغذى الحيتان التي تندفع بشكل أساسي على الكريليات (الكريل)، على الرغم من أن بعض الحيتان الاندفاعية الأصغر (مثل حيتان المنك) تفترس أيضًا أسراب الأسماك. وتتغذى الحيتان التي تمسح، مثل الحيتان مقوسة الرأس، بشكل أساسي على العوالق الأصغر مثل مجدافيات الأرجل. وتتغذى منفردة أو في مجموعات صغيرة. وتحصل الحيتان البالينية على الماء الذي تحتاجه من طعامها، وتفرز كليتيها الملح الزائد.
الحيتان التي تندفع هي الهراكلة. وللتغذية، توسع الحيتان الاندفاعية حجم فكها إلى حجم أكبر من الحجم الأصلي للحوت نفسه. وللقيام بذلك، ينتفخ الفم، مما يتسبب في تمدد طيات الحلق، مما يزيد من كمية الماء التي يمكن للفم تخزينها. وقبل أن تصطدم بكرة الطعم مباشرة، ينفتح الفك بزاوية تقارب 90 درجة وينحني مما يسمح بدخول المزيد من الماء. ولمنع تمدد الفم أكثر من اللازم، تمتلك الهراكلة عضوًا حسيًا يقع في منتصف الفك لتنظيم هذه الوظائف. ثم يجب عليها أن تتباطأ. وتتطلب هذه العملية الكثير من العمل الميكانيكي، وتكون فعالة من حيث الطاقة فقط عند استخدامها ضد كرة طعم كبيرة. وتُعدّ التغذية بالاندفاع أكثر استهلاكًا للطاقة من التغذية بالمسح بسبب التسارع والتباطؤ المطلوبين.
الحيتان التي تمسح هي الحيتان الصائبة، والحيتان الرمادية، والحيتان الصائبة القزمة، وحيتان الساي (والتي تندفع أيضًا للتغذية). وللتغذية، تسبح الحيتان التي تمسح وفمها مفتوح، وتملؤه بالماء والفريسة. ويجب أن تكون الفريسة موجودة بأعداد كافية لإثارة اهتمام الحوت، وتكون ضمن نطاق حجم معين حتى تتمكن لوحات البالين من تصفيتها، وتكون بطيئة بما يكفي حتى لا تتمكن من الهروب. وقد يحدث "المسح" على السطح، أو تحت الماء، أو حتى في قاع المحيط، ويشير إلى ذلك الطين الذي يُلاحظ أحيانًا على أجسام الحيتان الصائبة. وتتغذى الحيتان الرمادية بشكل أساسي في قاع المحيط، وتتغذى على الكائنات القاعية.
تعتمد كفاءة البحث عن الطعام لكل من التغذية بالاندفاع والتغذية بالترشيح المستمرة بشكل كبير على كثافة الفريسة. وتكون كفاءة اندفاع الحوت الأزرق أعلى بحوالي 30 مرة عند كثافة كريل تبلغ 4.5 كجم/م3 مقارنة بكثافة كريل منخفضة تبلغ 0.15 كجم/م3. وقد لوحظ أن الحيتان البالينية تبحث عن مناطق محددة للغاية داخل البيئة المحلية من أجل البحث عن الطعام في تجمعات الفرائس ذات الكثافة الأعلى.

### الخيلانيات
تُعدّ الخيلانيات رتبة من الثدييات العاشبة المائية بالكامل، التي تعيش في المستنقعات، والأنهار، ومصبات الأنهار، والأراضي الرطبة البحرية، والمياه البحرية الساحلية. وتتكون رتبة الخيلانيات حاليًا من فصيلتين: الأطومات (وتشمل الأطوم، وتاريخيًا بقرة البحر ستيلر)، وخراف البحر الحقيقية (وتشمل خراف البحر) بإجمالي أربعة أنواع.
يُشبه الذيل الزعنفي للأطوم في شكله ذيول الدلافين، بينما ذيل خراف البحر على شكل مجداف. ويتحرك الذيل الزعنفي صعودًا وهبوطًا بضربات طويلة لدفع الحيوان إلى الأمام، أو يُلْوَى للدوران. وتكون الأطراف الأمامية على شكل زعانف تشبه المجاديف تساعد في الدوران والتباطؤ. وتنزلق خراف البحر بشكل عام بسرعات تصل إلى 8 كيلومترات في الساعة (5 أميال في الساعة)، ولكن يمكنها الوصول إلى سرعات تصل إلى 24 كيلومترًا في الساعة (15 ميلاً في الساعة) في دفعات قصيرة. والجسم مغزلي الشكل لتقليل المقاومة في الماء. ومثل الحيتانيات، فإن الأطراف الخلفية داخلية وأثارية. أما الخطم فهو مائل إلى الأسفل للمساعدة في التغذية من القاع. تقوم الخيلانيات عادة بالغوص لمدة دقيقتين إلى ثلاث دقائق، ولكن يمكن لخراف البحر الحقيقية حبس أنفاسها لمدة تصل إلى 15 دقيقة أثناء الراحة، والأطوم لمدة تصل إلى ست دقائق. وقد تقف على ذيلها لتبقي رأسها فوق الماء.

تُظهِر الخيلانيات تضخمًا عظميًا، وهي حالة تكون فيها الأضلاع والعظام الطويلة الأخرى صلبة وتحتوي على القليل من نخاع العظم أو لا تحتوي عليه على الإطلاق. ولديها بعض من أكثر العظام كثافة في مملكة الحيوان، والتي قد تستخدم كثقل موازن، لمعادلة تأثير الطفو الناتج عن الشحم والمساعدة في إبقاء الخيلانيات معلقة أسفل سطح الماء بقليل. ولا تمتلك خراف البحر الحقيقية شحمًا بحد ذاته، بل لديها جلد سميك، وبالتالي، فهي حساسة لتغيرات درجات الحرارة. وبالمثل، غالبًا ما تهاجر إلى المياه الدافئة عندما تنخفض درجة حرارة الماء إلى أقل من 20 درجة مئوية (68 درجة فهرنهايت). ورئتا الخيلانيات غير مفصصة؛ وهي، جنبًا إلى جنب مع الحجاب الحاجز، تمتد على طول العمود الفقري بأكمله، مما يساعدها على التحكم في طفوها وتقليل الميلان في الماء.

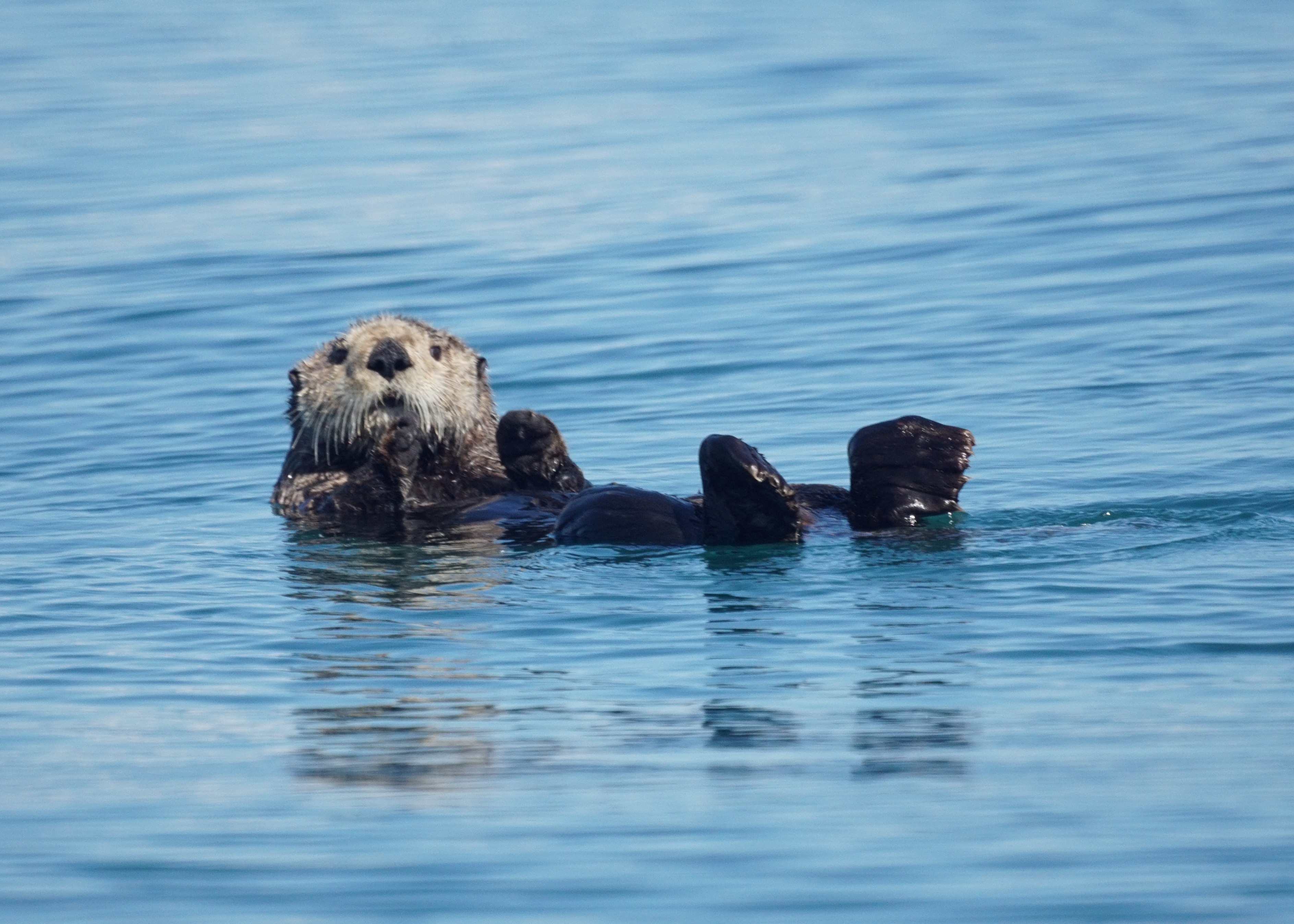
ثعلب البحر

يُغطى جسم الخيلانيات بشكل متفرق بشعر قصير (شعيرات حسية)، باستثناء الخطم، مما قد يسمح بالتفسير اللمسي لبيئتها.

### آكلات اللحوم

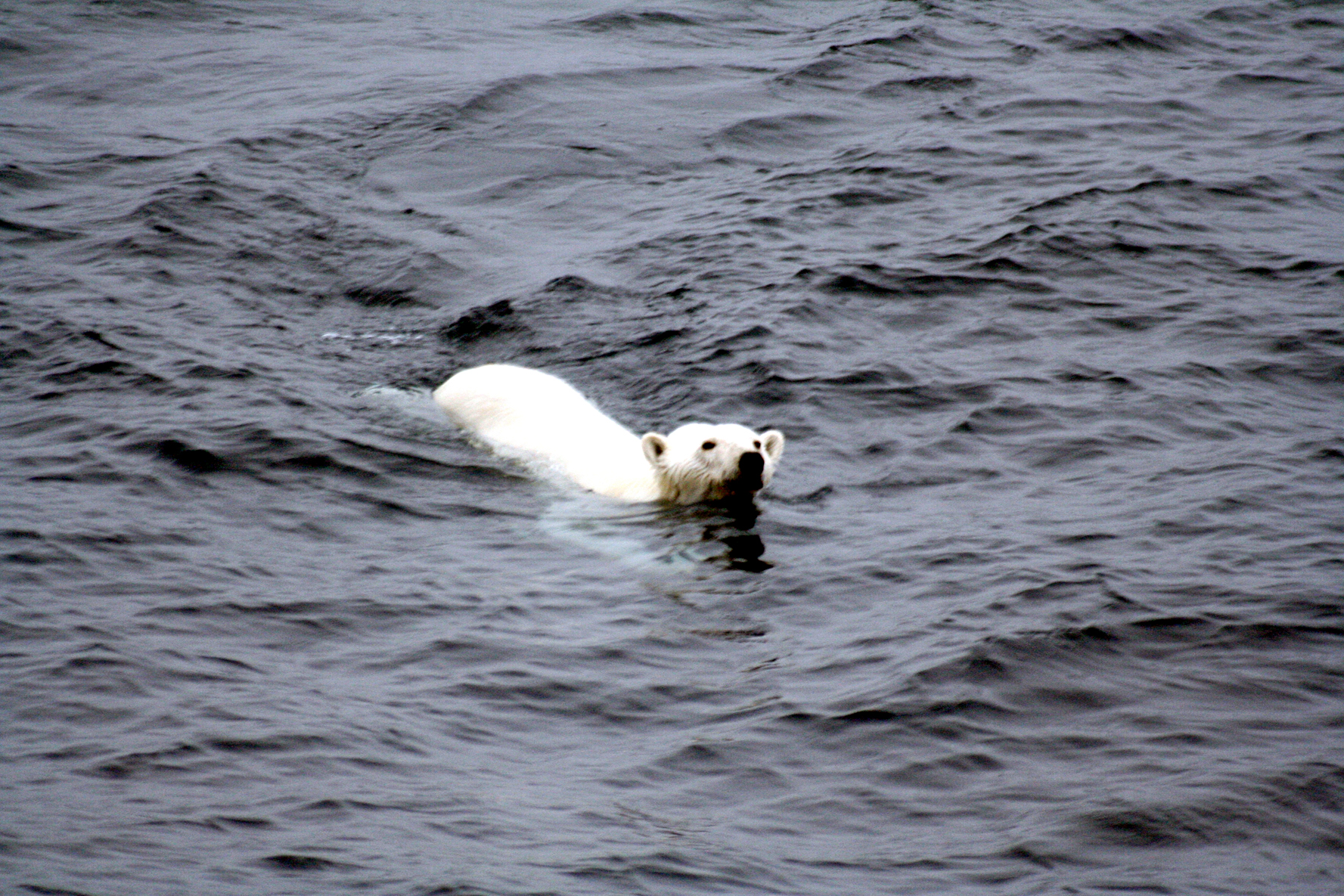
الدب القطبي يسبح

يصطاد ثعلب البحر في غوصات قصيرة، غالبًا إلى قاع البحر. ورغم أنه يستطيع حبس أنفاسه لمدة تصل إلى خمس دقائق، فإن غوصاته تستمر عادةً حوالي دقيقة واحدة ولا تزيد عن أربع دقائق. وهو الحيوان البحري الوحيد القادر على رفع وقلب الصخور، وهو ما يفعله غالبًا بمخالبه الأمامية عند البحث عن الفريسة. وقد يقتلع أيضًا الحلزون والكائنات الأخرى من عشب البحر ويحفر بعمق في الطين تحت الماء بحثًا عن المحار الملزمي. وهو الثديي البحري الوحيد الذي يصطاد الأسماك بمخالبه الأمامية بدلاً من أسنانه.
تحت كل طرف أمامي، يمتلك ثعلب البحر جيبًا جلديًا فضفاضًا يمتد عبر الصدر. وفي هذا الجيب (يفضل الأيسر)، يخزن الحيوان الطعام الذي يجمعه ليصعد به إلى السطح. ويحتفظ هذا الجيب أيضًا بصخرة، فريدة من نوعها لكل ثعلب بحر، تُستخدم لكسر الأصداف والمحار الملزمي. وهناك، يأكل ثعلب البحر وهو يطفو على ظهره، مستخدمًا مخالبه الأمامية لتمزيق الطعام ووضعه في فمه. ويمكنه مضغ وابتلاع بلح البحر الصغير مع قشوره، في حين قد تُفصل قشور بلح البحر الكبيرة عن بعضها. ويستخدم أسنانه القاطعة السفلية للوصول إلى اللحم داخل الرخويات. ولأكل قنافذ البحر الكبيرة، التي يغطيها الشوك في معظمها، يعض ثعلب البحر من الجانب السفلي حيث يكون الشوك أقصر ويلعق المحتويات اللينة من قوقعة القنفذ.
يُعدّ استخدام ثعلب البحر للصخور عند الصيد والتغذية سببًا في أنه أحد الأنواع القليلة من الثدييات التي تستخدم الأدوات. ولفتح القشور الصلبة، قد يضرب فريسته بكلتا مخالبه على صخرة على صدره. ولإزاحة الصفيلح من صخرته، يضرب قوقعة الصفيلح بحجر كبير، وقد لوحظ أنه يوجه 45 ضربة في 15 ثانية. وتتطلب إزاحة الصفيلح، التي يمكن أن تلتصق بالصخر بقوة تعادل 4,000 ضعف وزن جسمها، عدة غوصات.
يمكن للدببة القطبية السباحة لمسافات طويلة في البحر ويمكنها الغوص لفترات قصيرة. وتتبع الباحثون الدببة القطبية بأطواق نظام تحديد المواقع العالمي (GPS) وسجلوا سباحات لمسافات طويلة تصل إلى 354 كيلومترًا (220 ميلاً)، بمتوسط 155 كيلومترًا (96 ميلاً)، واستغرقت ما يصل إلى عشرة أيام. وقد يسبح الدب القطبي تحت الماء لمدة تصل إلى ثلاث دقائق للاقتراب من الفقمات على الشاطئ أو على الكتل الجليدية أثناء الصيد.

## الطيور الغواصة
تكيّفت الطيور المائية بشكل ثانوي لتعيش وتتغذى في الماء. وتغوص الطيور الغواصة في الماء لاصطياد طعامها. وقد تدخل الماء من الجو، مثلما يفعل البجع البني والأخرق، أو قد تغوص من سطح الماء. وبعض الطيور الغواصة، مثل طير الهسبيرورنيثس (طيور الغرب وأشباهها) المنقرض من العصر الطباشيري، كانت تدفع نفسها بأقدامها. وكانت هذه الطيور كبيرة، انسيابية، وغير قادرة على الطيران، ولها أسنان للإمساك بالفرائس الزلقة. واليوم، تُعدّ الغاقيات، والغواصات، والغطاسيات، هي المجموعات الرئيسية من الطيور الغواصة التي تدفع نفسها بأقدامها. وهناك طيور غواصة أخرى تدفع نفسها بأجنحتها، أبرزها طيور البطريق، والدنقلة، والاوكيات.
وقد لوحظ تباطؤ مفاجئ في ضربات القلب في الطيور الغواصة أثناء الغمر القسري، بما في ذلك طيور البطريق، والغاقيات، وطيور الغلموت، وطيور البفن، وطيور الأوك ذات القرون. وتُظهر تروية الأعضاء أثناء تباطؤ ضربات القلب وتضيق الأوعية المحيطية في حالات الغمر القسري للبط نتائج مماثلة للفقمات، مما يؤكد إعادة توزيع تدفق الدم بشكل أساسي إلى الدماغ والقلب والغدد الكظرية. وينخفض معدل ضربات القلب أثناء الغوص الحر من مستوى ما قبل الغوص ولكنه لا ينخفض عادةً عن معدل ضربات القلب في حالة الراحة.

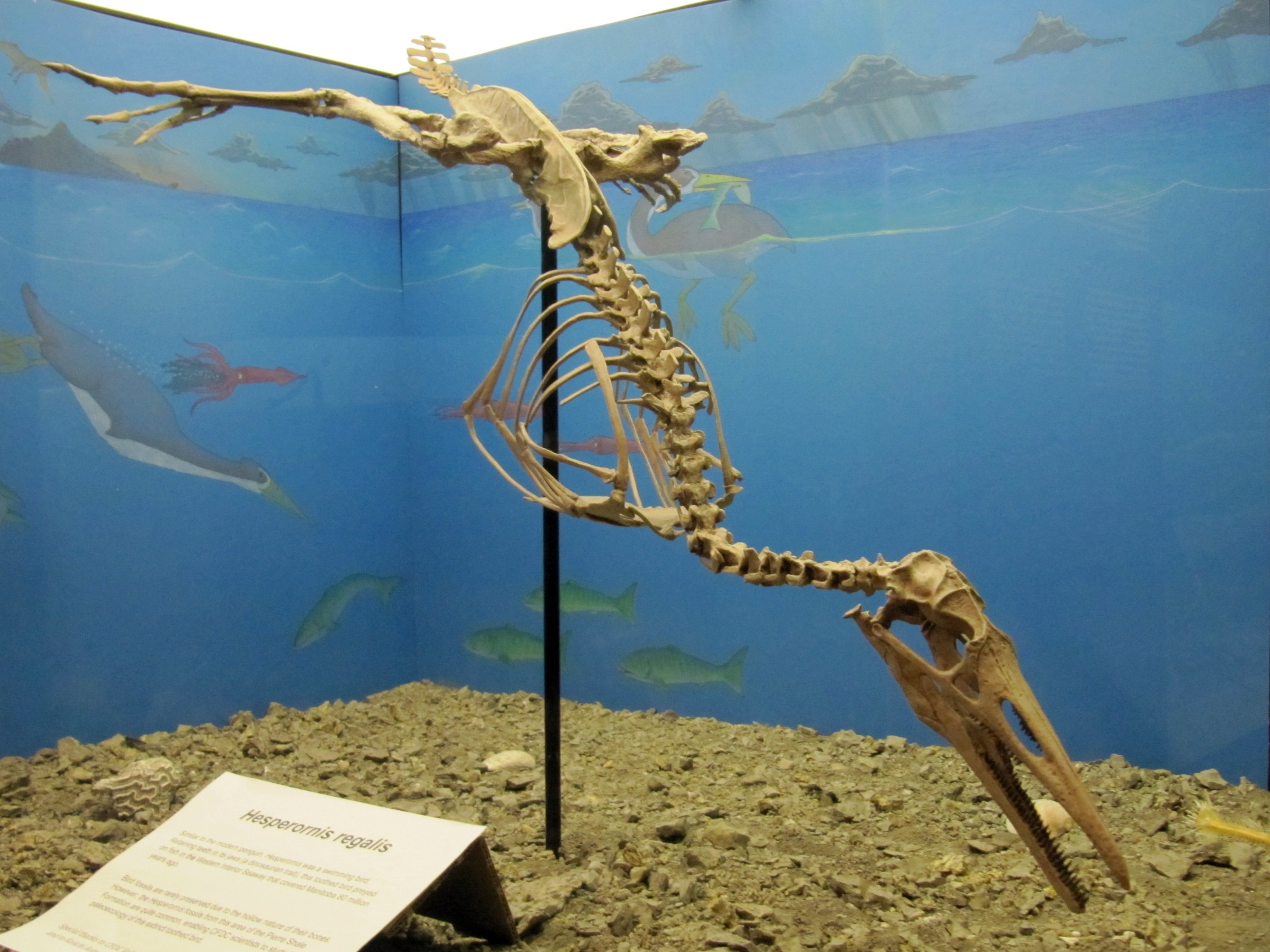
هيكل عظمي مُرمم لطائر الغرب

في الغاقيات التي تغوص بحرية، انخفض معدل ضربات القلب في بداية الغوص، واستقر عادة في العمق، ولكنه ازداد مرة أخرى في بداية الصعود، مع متوسط معدلات ضربات القلب أثناء الغوص مشابهة لتلك في حالة الراحة، ولكن التباين في معدل ضربات القلب وتضيق الأوعية يختلف بشكل كبير بين الأنواع، ويحدث تباطؤ حقيقي في ضربات القلب في طيور بطريق الإمبراطور في الغوصات الطويلة.
تُظهر الطيور استجابات قلبية وعائية معقدة أثناء الغوصات الحرة. وتميل الطيور الغواصة القادرة على الطيران والتي لديها احتياطيات أكسجين تنفسي كبيرة وتركيزات ميوغلوبين منخفضة إلى الحفاظ على معدلات ضربات قلب مرتفعة نسبيًا أثناء الغوص، مع استجابة تمرين سائدة لتروية العضلات. وفي الغوصات الأكثر تطرفًا قد تحدث استجابة غوص كلاسيكية أكثر مع انخفاض معدلات ضربات القلب وزيادة تضيق الأوعية المحيطية. وفي طيور البطريق، التي لديها احتياطيات أكسجين تنفسي أصغر ولكن تركيزات ميوغلوبين أكبر بكثير، تبدأ معدلات ضربات القلب أثناء الغوص مرتفعة ولكنها تنخفض تدريجيًا مع زيادة مدة الغوص. ويستمر معدل ضربات القلب المرتفع هذا في بداية الغوص في تبادل الغازات مع احتياطيات الأكسجين التنفسي. وفي طيور البطريق الإمبراطورية، قد تكون التروية متغيرة في بداية الغوص، وقد تُروَى العضلات أو لا تُروَى. وقد تُفتَح تحويلات شريانية وريدية للسماح بتخزين أكسجين الدم الوريدي. ويجب أن تحد معدلات ضربات القلب المنخفضة للغاية في أعمق جزء من الغوصة من امتصاص النيتروجين، وتحافظ على أكسجين الدم، وتزيد من الأيض الأيروبي للعضلات بناءً على احتياطيات الأكسجين المرتبطة بالميوغلوبين.
يجب على الطيور المائية التغلب على المقاومة الناتجة بين أجسامها والمياه المحيطة بها أثناء السباحة على السطح أو تحت الماء. وعلى السطح، تزداد مقاومة توليد الأمواج بشكل كبير عندما تتجاوز السرعة "سرعة الهيكل"، عندما يتساوى طول موجة القوس مع طول الجسم في الماء، لذلك نادرًا ما تتجاوز الطيور التي تسبح على السطح هذه السرعة. وتتبدد مقاومة توليد الأمواج مع العمق تحت السطح، مما يجعل السباحة تحت الماء أقل استهلاكًا للطاقة للحيوانات الغواصة الانسيابية جيدًا.
يُستخدم حوالي 60% من جهد الغوص لدى البط للتغلب على الطفو و85% من الجهد للبقاء في العمق. ويُفقَد حوالي نصف الهواء المحبوس في ريشها. وتميل الطيور التي تغوص أعمق إلى حبس هواء أقل في ريشها، مما يقلل من طفوها المحتمل، ولكن هذا يمثل أيضًا خسارة في العزل الحراري، والتي يمكن تعويضها بالدهون تحت الجلد، مما يزيد من كتلة الجسم وبالتالي تكلفة الطاقة للطيران. وتتجنب طيور البطريق هذه المشكلة بفقدانها القدرة على الطيران، وهي الأكثر كثافة بين الطيور، حيث لديها عظام صلبة، وريش قصير ومتراص، وطبقة كبيرة من الدهون تحت الجلد، مما يقلل من جهد الغوص الذي يُبذَل ضد الطفو. ويعتبر الدفع بالقدم المعتمد على المقاومة التبادلية في الطيور الغواصة أقل كفاءة من رفرفة الأجنحة على شكل زعانف، والتي تنتج دفعًا في كل من الضربات العلوية والسفلية.

### البطريق

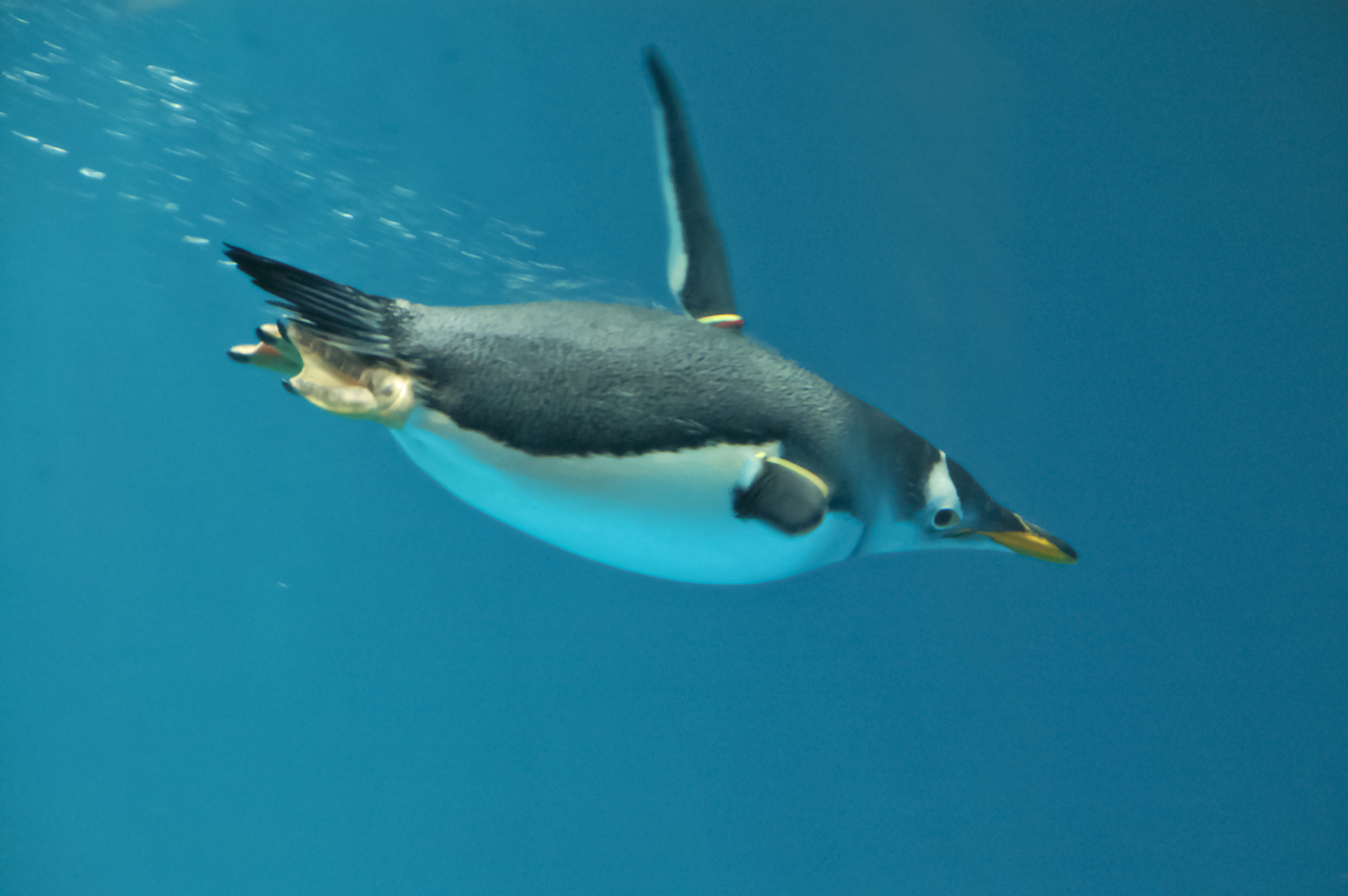
بطريق جنتو يسبح تحت الماء

تغوص طيور البطريق الإمبراطورية بانتظام إلى أعماق تتراوح بين 400 و500 متر لمدة 4 إلى 5 دقائق، وغالبًا ما تغوص لمدة 8 إلى 12 دقيقة، ولديها قدرة تحمل قصوى تبلغ حوالي 22 دقيقة. وفي هذه الأعماق، يتسبب الضغط المتزايد بشكل ملحوظ في رضخ ضغطي للعظام المملوءة بالهواء التي تميز الطيور، لكن عظام البطريق صلبة، مما يزيل خطر الرضح الضغطي الميكانيكي على العظام.
أثناء الغوص، يقل استهلاك الأكسجين لدى طائر البطريق الإمبراطوري بشكل ملحوظ، حيث ينخفض معدل ضربات قلبه إلى ما يصل إلى 15-20 نبضة في الدقيقة وتُغلَق الأعضاء غير الضرورية، مما يسهل الغوصات الأطول. ويمكن للهيموغلوبين والميوغلوبين لديه أن يرتبطا بالأكسجين وينقلاه عند تركيزات الدم المنخفضة؛ وهذا يسمح للطائر بالعمل بمستويات أكسجين منخفضة جدًا كان من شأنها أن تؤدي إلى فقدان الوعي.
تُعدّ تكاليف الطاقة للسباحة على السطح والسباحة تحت الماء لدى طيور البطريق أقل من تكاليفها لدى البط الأكثر طفوًا، والأقل انسيابية، والأقل كفاءة في الدفع، حيث يسبح البط على السطح باستخدام أقدامه المكففة كمجاديف، بينما تسبح طيور البطريق تحت السطح مباشرة باستخدام أجنحتها كأجنحة مائية. وتبلغ تكلفة طاقة نقل كتلة معينة من الطيور لمسافة أفقية معينة على السطح حوالي ثلاثة أضعاف ما هي عليه لدى طيور البطريق. والبط شديد الطفو والجزء الأكبر من الطاقة التي تُبذَل في الغوص هو الطاقة التي تُنفَق في التغلب على الطفو والبقاء في القاع. وللبقاء ضمن حد الغوص الأيروبي المحسوب، يجب أن تكون مدة غوص البط قصيرة. ومن ناحية أخرى، فإن طيور البطريق الجنتو، والملكية، والإمبراطورية لديها مدة غوص قصوى تتراوح بين 5 و16 دقيقة، وأقصى عمق من 155 إلى 530 مترًا، الأمر الذي يتطلب معدل أيض غوصي يعادل الراحة على السطح للغوص ضمن الحدود الأيروبية. وتنخفض درجة الحرارة الداخلية لطيور البطريق الملكية والجنتو أثناء الغوص، مما قد يقلل من متطلبات الأكسجين.

## الزواحف المائية
الزواحف البحرية هي زواحف تكيفت بشكل ثانوي لحياة مائية أو شبه مائية في بيئة بحرية. وحاليًا، من بين ما يقرب من 12,000 نوع ونوع فرعي من الزواحف الحية، يُصنف حوالي 100 فقط على أنها زواحف بحرية: وتشمل الزواحف البحرية الحية إغوانا البحر، وثعابين البحر، والسلاحف البحرية، وتماسيح المياه المالحة.
ظهرت أولى الزواحف البحرية في العصر البرمي خلال حقبة الحياة القديمة. وخلال حقبة الحياة الوسطى، تكيفت العديد من مجموعات الزواحف مع الحياة في البحار، بما في ذلك سلالات مألوفة مثل الإكتيوصورات، والبليزوصورات، والموزاصوريات، والنوتوصورات، ولوحيات الأسنان، والسلاحف البحرية، والعظائيات المحيطية، والثالاتوسوكيات. وبعد الانقراض الجماعي في نهاية العصر الطباشيري، كانت الزواحف البحرية أقل عددًا، ولكن كان لا يزال هناك تنوع كبير من الأنواع في أوائل حقبة الحياة الحديثة، مثل السلاحف البحرية "الحقيقية"، والبوثريميات، وثعابين الباليوفيات، وعدد قليل من مفصولات الرقاب مثل سيمويدوصور والديراصوريات. وظلت أنواع مختلفة من التماسيح من فصيلة الجافياليات البحرية منتشرة حتى أواخر عصر الميوسين.
بعض الزواحف البحرية، مثل الإكتيوصورات، والبليزوصورات، والثيروصوكيانات المتريورينكية، والموزاصوريات تكيفت بشكل جيد جدًا مع نمط الحياة البحري لدرجة أنها كانت غير قادرة على الخروج إلى اليابسة وكانت تلد في الماء. ويعود بعضها الآخر، مثل السلاحف البحرية وتماسيح المياه المالحة، إلى الشاطئ لوضع بيضها. كما أن بعض الزواحف البحرية تستريح أحيانًا وتتشمس على اليابسة. وتغوص ثعابين البحر والتماسيح وإغوانا البحر فقط في المياه القريبة من الشاطئ ونادرًا ما تغوص أعمق من 10 أمتار.

## مرض تخفيف الضغط
تحت ضغط الغوص، تنتشر الغازات الرئوية في الفقاريات إلى الدورة الدموية الرئوية وتُنقل إلى أنسجة أخرى حيث تنتشر بشكل أكبر وفقًا لتدرجات ضغط الغاز ومعدلات التروية. يزداد الضغط المحيطي مع العمق، لذا فإن كمية النيتروجين التي يمتصها الدم والأنسجة تزداد أيضًا، مما يؤدي إلى ضغوط غازية مذابة أعلى قد تصل إلى حالة التوازن مع الضغط الجزئي للنيتروجين في الرئتين إذا توفر وقت كافٍ. لطالما اعتبرت هذه المشكلة معروفة لدى الغواصين البشريين الذين يتنفسون الهواء تحت الضغط المحيطي، ولكنها لم تعتبر مشكلة للغواصين الذين يحبسون أنفاسهم، حيث إن لديهم هواء استنشاق واحد فقط في كل غوصة. بالنسبة للحيوانات الغواصة الحرة التي يمكنها الغوص بشكل أعمق ولفترة أطول بكثير، يمكن أن تصبح الأنسجة مشبعة نسبيًا بالنيتروجين اعتمادًا على عملية التحميل أثناء الغوص والغسل بين الغوصات على السطح. أثناء الصعود، إذا لم يستطع النيتروجين المذاب في الأنسجة الانتشار مرة أخرى في الغاز الرئوي المتبقي بالسرعة الكافية مع انخفاض الضغط، فقد تصبح الأنسجة مشبعة بشكل فائق، مع احتمال تكوين فقاعات غازية. على الرغم من أن الفقاعات الصغيرة يمكن أن تتشكل دون إصابة واضحة، إلا أن تكوين الفقاعات ونموها يعتبر عمومًا حدثًا مميزًا في تطور مرض تخفيف الضغط.
تشير الملاحظات والنمذجة النظرية إلى أنه حتى في ظروف الغوص العادية، قد يكون لدى بعض الثدييات البحرية على الأقل بعض التشبع الفائق للنيتروجين في الأنسجة على السطح في بعض الأحيان، مما يعني أن تكيفاتها للغوص إما غير كافية أو لا تُستغل بالكامل، مما يثير تساؤلات حول سبب هذا التشبع الفائق، وما إذا كان يشكل تهديدًا صحيًا كبيرًا.

## التاريخ
في الأصل، اقتصرت دراسة الغوص على مراقبة السلوك من السطح. ومنذ ثلاثينيات القرن الماضي، قدم العمل التجريبي رؤى حول كيفية غوص الحيوانات التي تتنفس الهواء. ومؤخرًا، مع توفر طرق الاستشعار والتسجيل عن بعد مثل السونار والأنابيب الشعرية ومسجلات الوقت والعمق التي تتحكم فيها المعالجات الدقيقة (TDRs) ومسجلات تتبع وترحيل بيانات الأقمار الاصطناعية، توسعت دراسة الغوص وتنوعت. وقد أتاح التحسين في الأدوات قياسات أكثر دقة لسلوك الغوص على نطاق واسع من الحيوانات الغواصة.